# あさぎり型護衛艦
あさぎり型護衛艦（あさぎりがたごえいかん、英語: Asagiri-class destroyer）は、海上自衛隊の護衛艦の艦級。第1世代の汎用護衛艦（DD）であるはつゆき型（52〜57DD）の拡大改良型であり、五六中業の昭和58年度から61年度計画で計8隻が建造された。
2022年12月16日に制定された防衛力整備計画で、2027年度までに数隻（1～2隻）を除籍することが発表された。

## 来歴
海上自衛隊では、ポスト4次防において、新しい艦隊編成として8艦8機体制を策定し、その基準構成艦となる汎用護衛艦（DD）としてはつゆき型（52DD）の建造に着手していた。しかし同型は海自初の汎用護衛艦であり、また予算などの制約も厳しかったことから、抗堪性やC4I機能などで妥協せざるを得ない部分も多かった。このことから、大型化しその不備を是正するとともに、搭載システムの近代化をはかったのが本型である。

## 設計
上記の経緯より、本型の要求性能は、はつゆき型とほぼ同じだが、装備上の改善等が図られ排水量が増加している。基本計画番号はF113とされた。

### 船体
船型としては、はつゆき型と同じく遮浪甲板型を基本として後部を切り欠いた長船首楼型であるが、上甲板の整一化が図られており、遮浪甲板型に近づいた。抗堪性の観点から機関区画をシフト配置としたこともあって、船体は7メートル延長され、排水量は約500トン大きくなった。ソナーの装備位置が前方に移されたことから、水線上の艦首形状は、直線状のステムが前方に鋭くつきだして、2次防艦のクリッパー型を彷彿とさせるものとなったほか、主錨直後から艦橋構造物中部にかけてナックルが付されている。
艦橋構造物は1層低くなり2層とされ、排水量に比して非常にローシルエットな外観となった。艦橋天蓋上には遮風装置を備えた上部指揮所を設けたが、DDでこれを有するのは本型が最後となった。また設計の最終段階にあたる1984年、哨戒ヘリコプターを必要に応じて2機収容できるように格納庫が大型化されたが、これは戦闘艦としてのシルエットを大きく損なったと評されている。
はつゆき型では排水量低減のために上構にアルミニウム合金を多用したものの、これは抗堪性の問題が指摘されていた。その後、51大綱が策定され、それまで重視されていた単年度会計における単艦の建造費の圧縮から、中期防衛力整備計画における艦艇定数の制約、すなわち質の重視へと移行したため、極端な排水量抑制を行う必要がなくなったことから、はつゆき型8番艦（やまゆき）以降では上部構造物を全鋼化した。しかしこれに伴う重量増は、それ以上の重量の固定バラストによって補償する方式とされたため、最大/巡航速力や航続性能など、各種運動性能の低下をもたらした。このことから、本型では重量増を船体設計に盛り込むことで復原性を確保することとされ、全幅が1メートル増大された。
また対潜戦のパッシブ戦への移行に対応し、はつゆき型と同様、水中放射雑音を遮蔽するため、船体にハル・マスカー、プロペラにプレーリーを装備した。はつゆき型では、このシステムの作動に必要な圧縮空気をコンプレッサーで発生させる方式としたため、このコンプレッサーの雑音のせいでトータルの雑音が低減されないという問題が生じたのに対し、本型ではガスタービン主機関からの抽気としたことで、雑音低減が進んでいる。
なお搭載艇としては、しらね型（50DDH）と同様に、カッターを廃止して7.9メートル内火艇2隻を格納庫両舷の重力式ダビットに吊架する方式とされた。

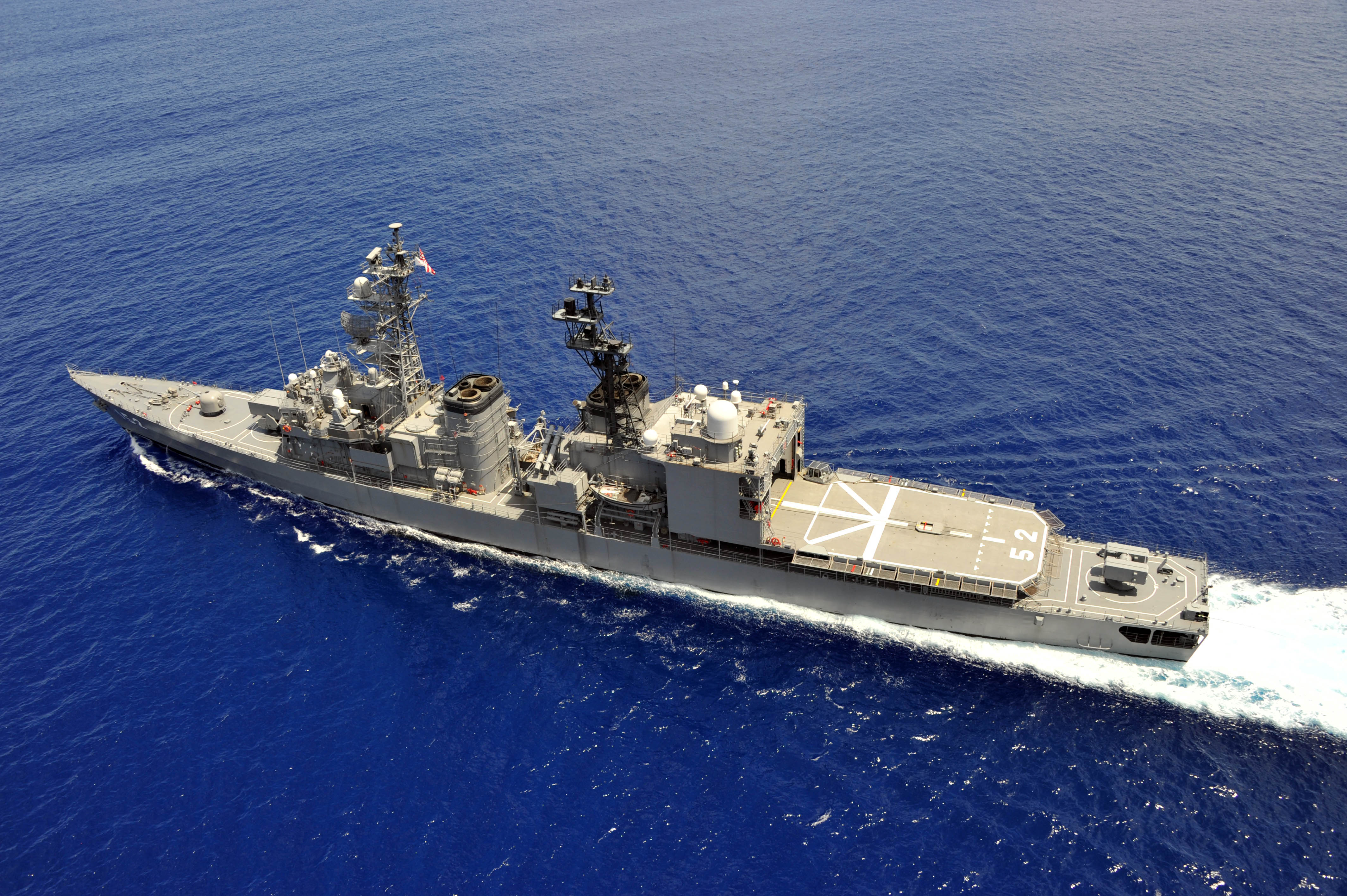
「やまぎり」（旧塗装）の俯瞰画像。船体の主だった特徴が確認できる。
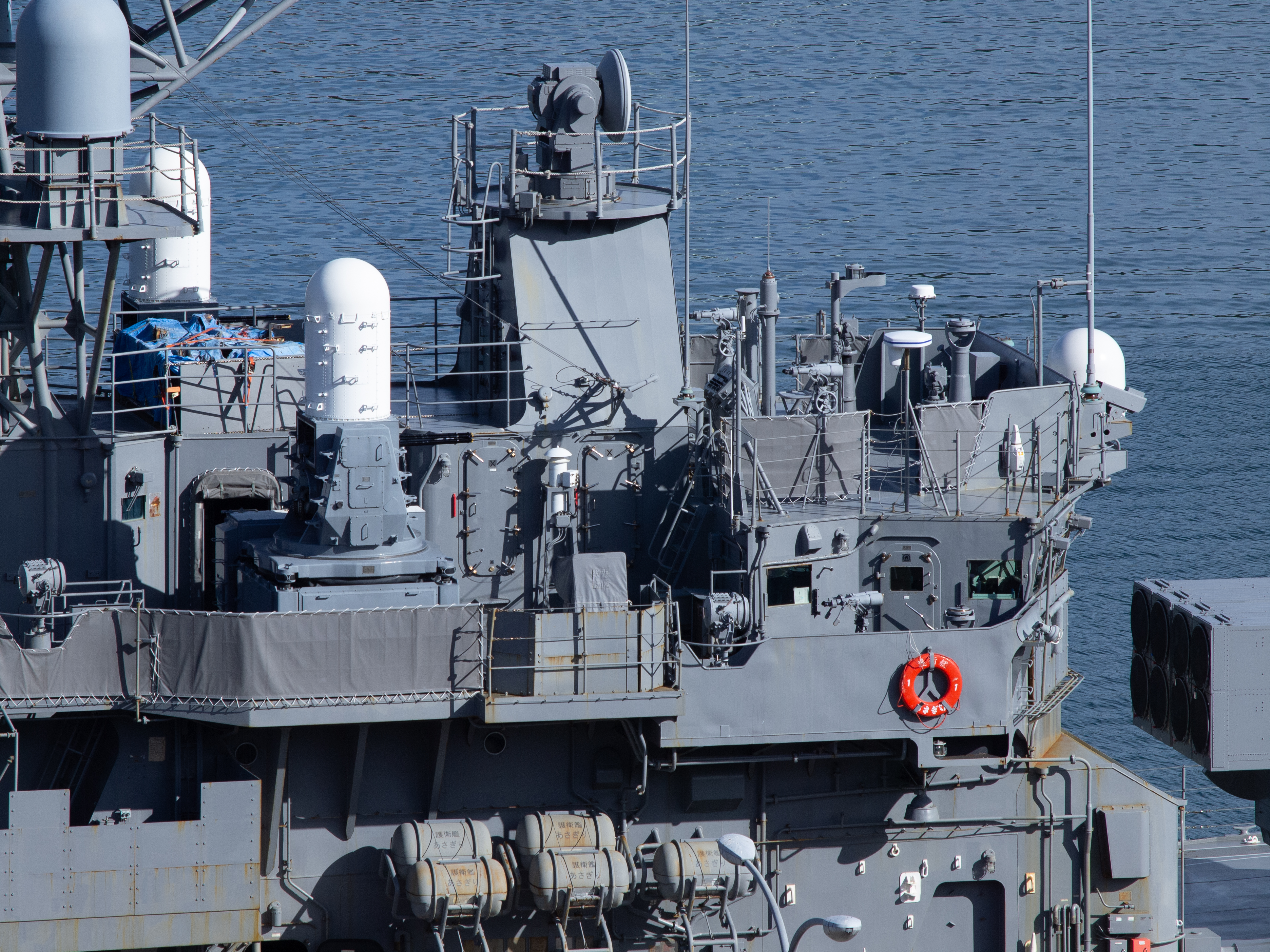
艦橋構造物。高さは低く抑えられており、艦橋天蓋上に上部指揮所が設けられている。
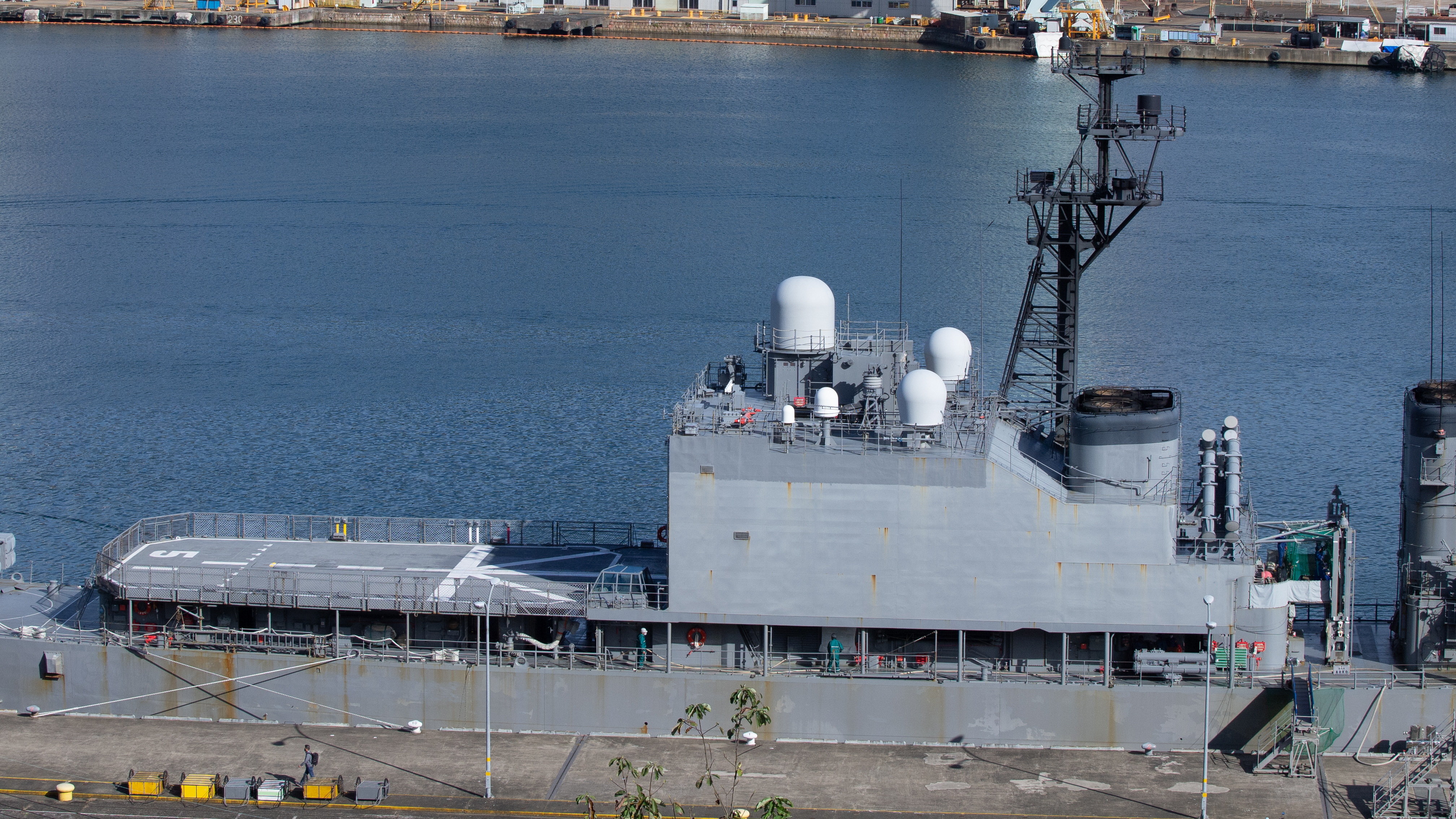
「あさぎり」（旧塗装）の船体後部側。巨大な格納庫構造物が目立ち、左側面とは大きく印象が異なる。

### 機関
上記のとおり、本型ははつゆき型よりも大型化しており、常備排水量5000トン級となった。しかしこの大きさで最大速力30ノットを発揮するためには主機出力54,000馬力が必要と見積もられたものの、1基で片舷分の27,000馬力を発揮できるガスタービンエンジンは当時存在せず、はつゆき型と同様のCOGOG方式の採用は困難であった。一方、ちょうどこの時期に実用化されたロールス・ロイス スペイ（14,000馬力級）であれば、COGAG方式で所要の出力を確保できる見通しがついた。このことから、本型ではイギリス海軍の22型フリゲートバッチ3で良好な実績を示していたスペイSM1Aを1基あたり13,500馬力で使用することで、合計出力54,000馬力を確保した。これにより、主機関2基のみの運転（2分の1全力）で26～27ノットと、ソナー有効最大速力以上の速力を発揮できるようになり、特に対潜戦の遂行上の恩恵は大きかった。また本型では、主減速装置の弾性支持やプロペラの大径化・低回転化、補機・管系の防振対策強化など、水中放射雑音の一層の低減が図られている。
なお本型より、主機運転について、艦橋からの遠隔操縦が導入された。これは、従来より用いられてきたエンジン・テレグラフによる速力指示機構と併設されており、適宜に選択して用いられた。一般的には、精密な操艦が求められる出入港時、洋上補給などの洋上作業時、総員戦闘配置時にはテレグラフ方式、それ以外の外洋行動時には遠隔操縦方式が選択されることが多かったとされている。
蒸気タービンおよびマルチプル・ディーゼル主機関の護衛艦では、左舷軸用と右舷軸用の主機関を前後に間隔を置いて配置するシフト配置が採用されてきた。これに対し、はつゆき型では排水量の制約のため、複数の機械室に両舷機を左右対称に設置するというパラレル配置が採用されたものの、抗堪性の面で問題が指摘されていた。このことから、本型では蒸気タービン艦と同様に、前方の第1機械室が左舷軸、補機室を挟んで後方の第2機械室が右舷軸を駆動するシフト配置とされた。これに伴って、煙突も主マスト後とヘリ格納庫直前の2本に変更され、それぞれ左右にシフトして設置されている。COGAG機関のシフト配置という方式は、本型以降に建造されたすべての甲型警備艦（DD, DDG, DDH）において踏襲された。なお、上記の通り、設計の最終段階で急遽格納庫を大型化したために格納庫周りの設計が複雑化し、特に後部主機の煙路は排気路抵抗から主機関出力に悪影響を及ぼす懸念が指摘されていた。しかし1番艦「あさぎり」は設計変更が間に合わず、第2煙突が2番艦以降と比べ左舷側に寄っている。その関係上、第2マストは排煙の影響を受けないよう、ヘリ格納庫天蓋から延長されたフラット（張り出し）上に移設された。
電源としては、第1・2機械室に川崎重工業M1A-02ガスタービン原動機による1・2号主発電機（出力 各1,000kW）、後部発電機室にディーゼル原動機による3・4号主発電機（出力 各500kW）が搭載された。本型より非常発電機が廃止され、停泊時は3・4号主発電機が用いられることとされたが、排気口が艦尾暴露部寄りの外板両舷に設けられたため、隣接艦の艦内はもとより風向きによっては自艦内に排気が流入するケースが多発した。これは横付係留中特に顕著であった。また、排気により外板が汚れる点も乗員から不評を買った。

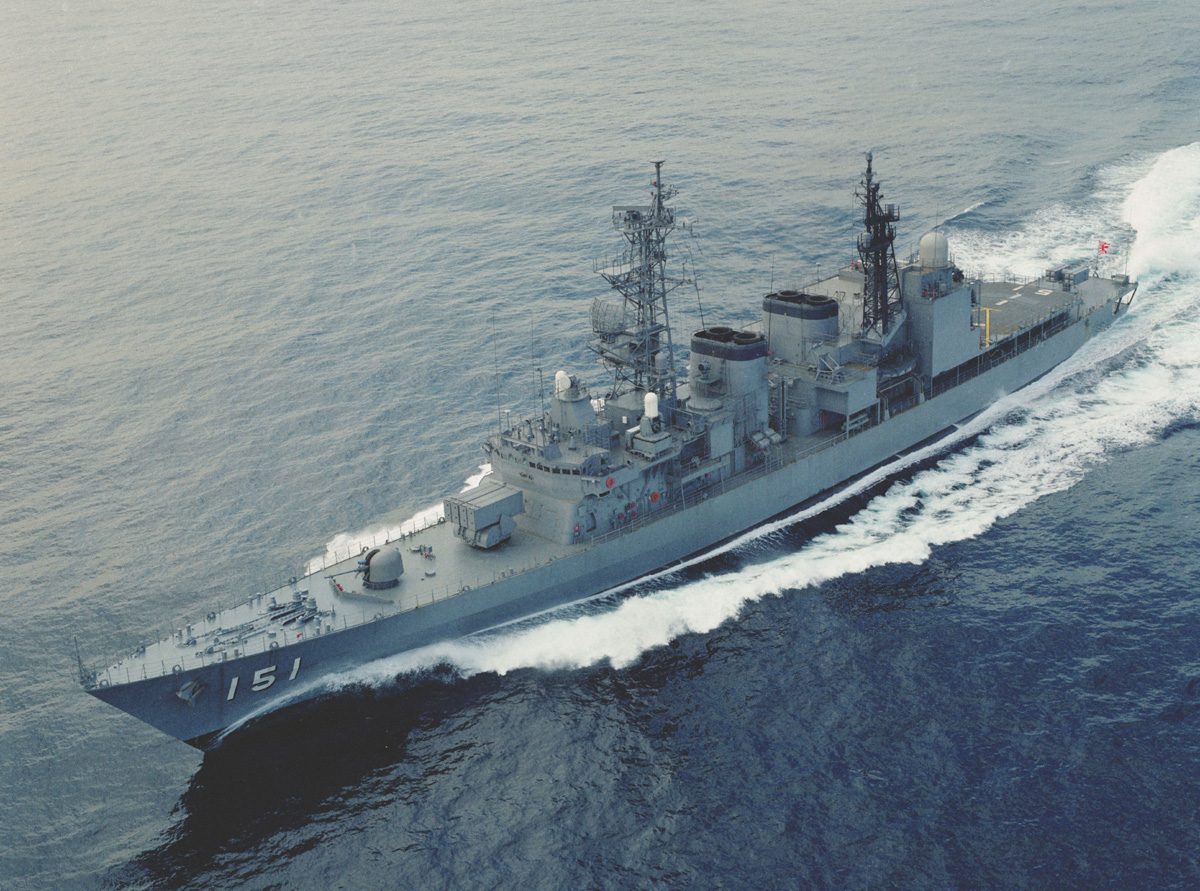
1番艦「あさぎり」。排煙の影響を避けるため、拙速的措置で第2マストがフラット上に移設されている。
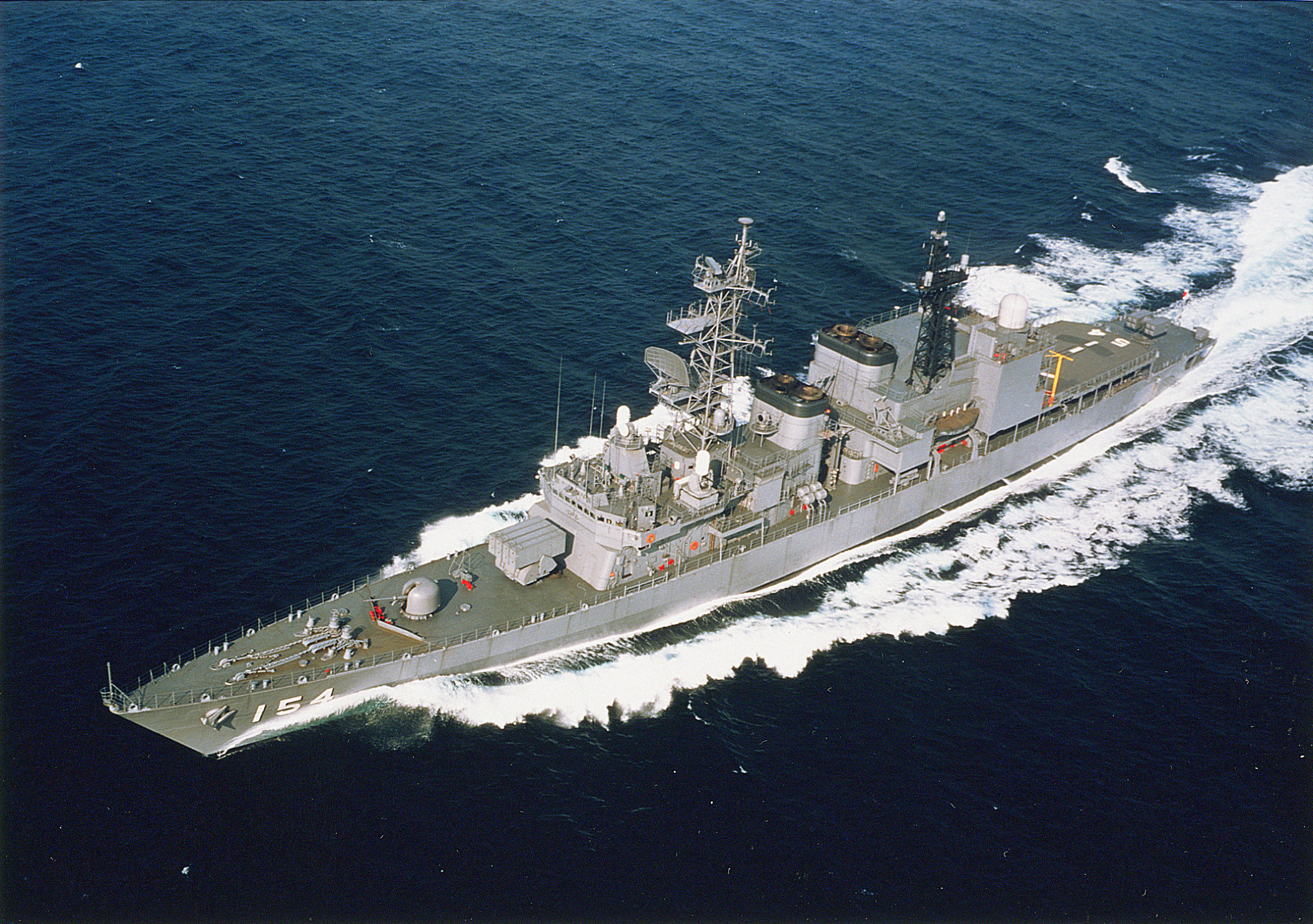
4番艦「あまぎり」。あさぎりに比し、煙突が右舷側に寄せられており煙路問題を解消、加えてマストとの間隔に余裕を確保することで、第2マストは本来の位置に設置されている。
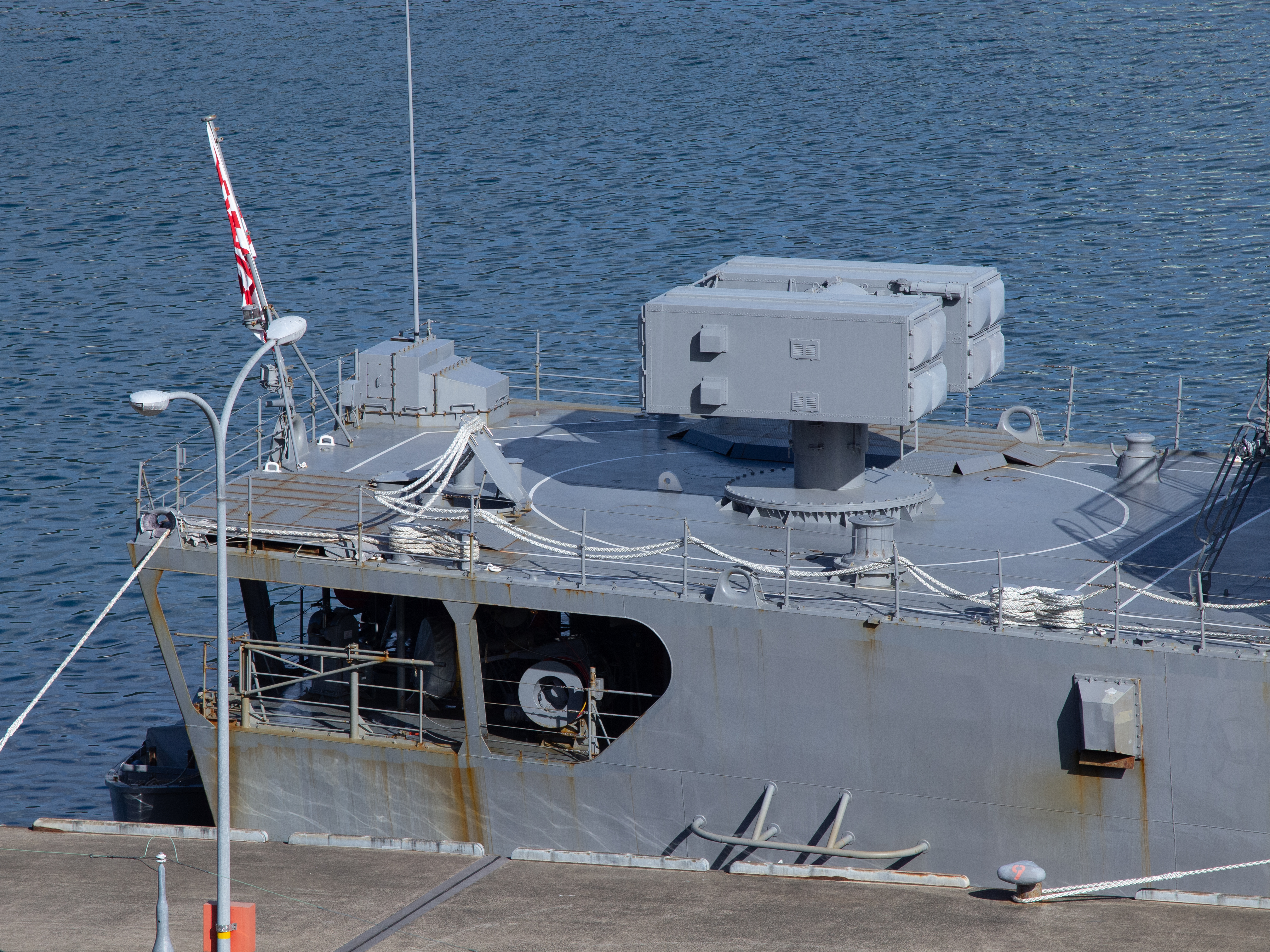
艦尾部分。艦尾暴露部付近に、発電機の排気口（画像右寄りの舷側にある角形構造物）がある。

## 装備

### C4I
本型の搭載する戦術情報処理装置は、はつゆき型のOYQ-5をベースとしているが、その能力は大幅に強化されている。OYQ-5はDDに求められる最小限の機能を保有していたが、電子計算機の性能上、将来発展余裕に乏しく、プログラムの柔軟性発揮が難しかった。また特にリンク 11の未装備は、艦隊の情報共有に参加できないという点で、戦力の大きな減殺となった。このことから本型では、電子計算機のメモリサイズを拡張するなど強化することで、対空レーダーやヘリコプター戦術情報表示装置（HCDS）との連接やリンク 11の送受信に対応するなど機能を充実させたOYQ-6が搭載されており、アメリカ海軍協会 (USNI) は「full destroyer CDS」とも称している。
また本型では、パッシブ対潜戦に対応するためのOYQ-101対潜情報処理装置（ASWDS）の搭載が計画されたものの、その開発は遅延したことから、実際の搭載は最終艦である8番艦（うみぎり）までずれこむことになった。これに伴い、同艦ではASWDSとの連接に対応したOYQ-7に発展した。これにより、対潜戦におけるパッシブ情報の統合・表示および哨戒ヘリコプターとのデータ・リンク機能が強化されており、この情報処理所要の増大に伴い、電子計算機はデュアルプロセッサ化されている。これはのちに、あさぎり型の他艦にもバックフィットされたとされている。
その後、艦齢延伸工事に伴って戦闘指揮システムの近代化改修が決定された。平成27年度より部品の調達が開始され、平成27年9月には「あさぎり」搭載用のOYX-1が調達された。このOYX-1は、オープンアーキテクチャ（OA）化を推し進めた新COTSコンピュータとして、いずも型（22DDH）で装備化されたものである。

### 対空戦
対空捜索用レーダーとしては、前期型4隻（あさぎり、やまぎり、ゆうぎり、あまぎり）では、はつゆき型と同系統のOPS-14Cを前檣下段に搭載した。その性能・安定性は用兵者を満足させるものであったが、主隊から分派されての単独行動時の対空警戒能力には不安が残った。このことから、後期型4隻（はまぎり、せとぎり、さわぎり、うみぎり）では、新開発の3次元レーダーであるOPS-24が採用された。これは航空自衛隊のレーダーサイトで用いられていたJ/FPS-3をもとに艦載化したものであったが、搭載後より問題が多発し、用兵者からの評価は惨憺たるものとなった。その後、ほぼ新造に近いレベルの抜本的な改良を施したB型が開発され、その成果は本型のOPS-24にもバックフィットされた。これによって何とか艦隊での使用に耐える性能には達したものの、これらの改善処置も完全なものではなかったとされている。

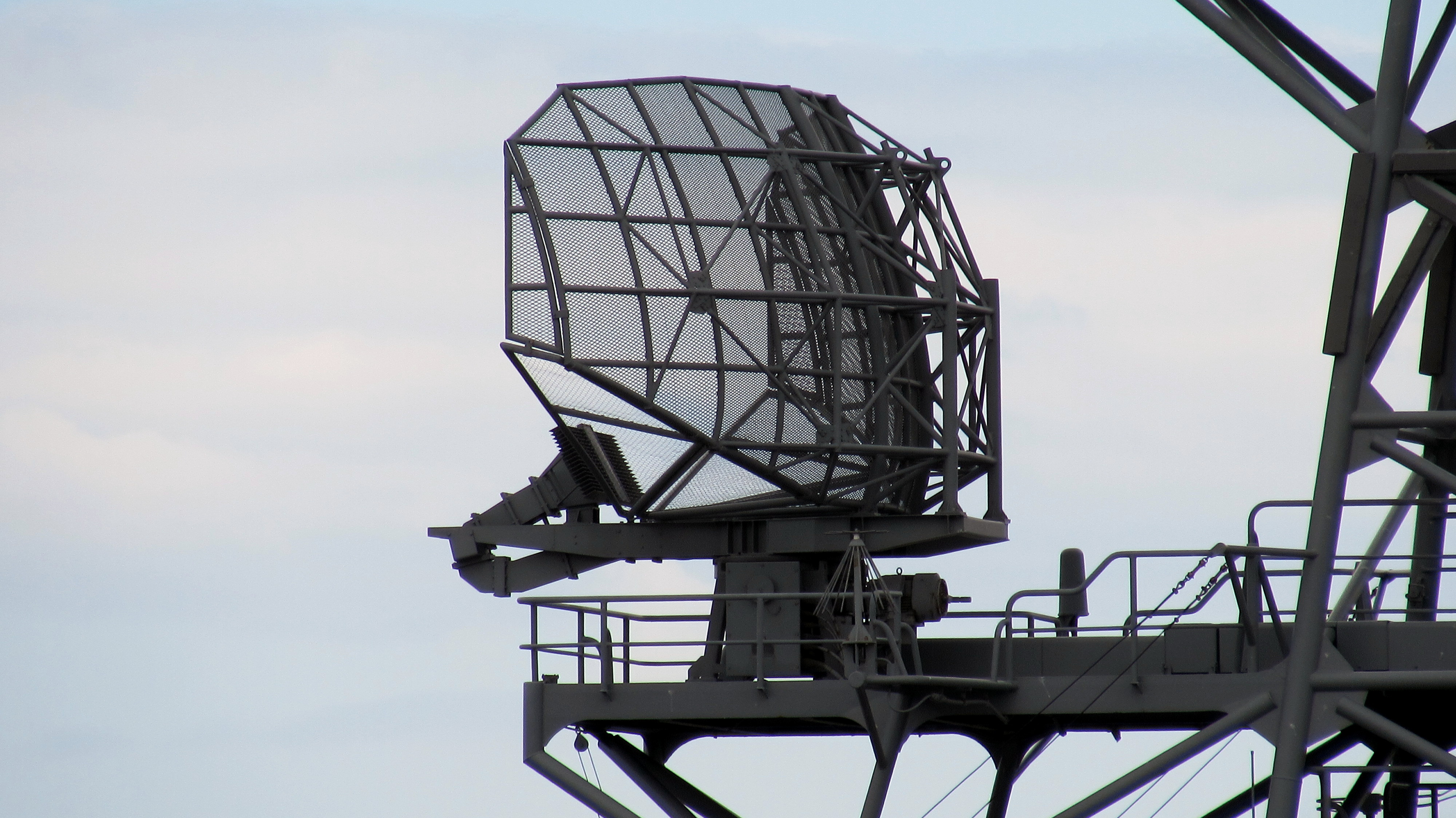
OPS-14C（前期型4隻に搭載）
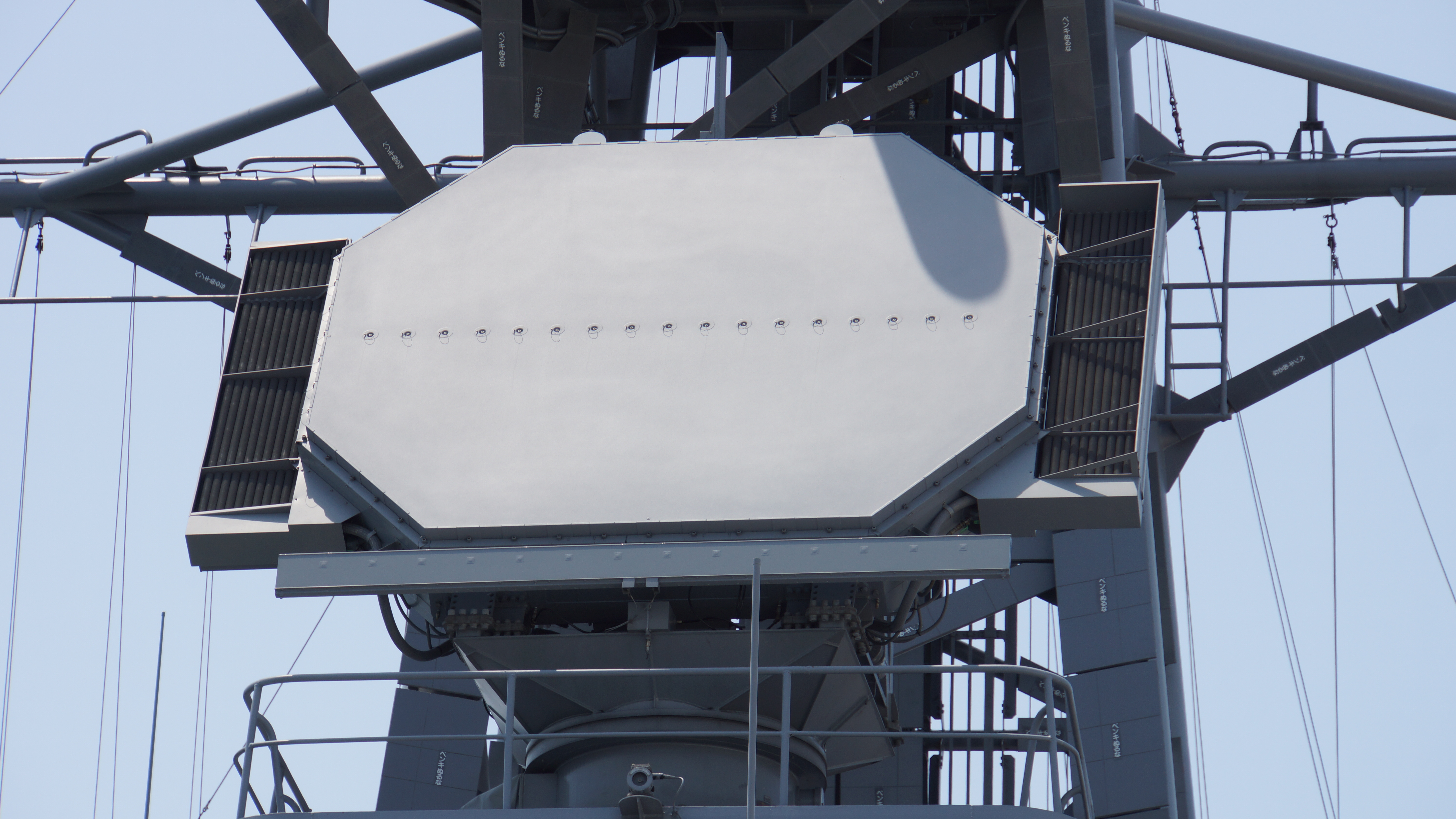
OPS-24（後期型4隻に搭載）
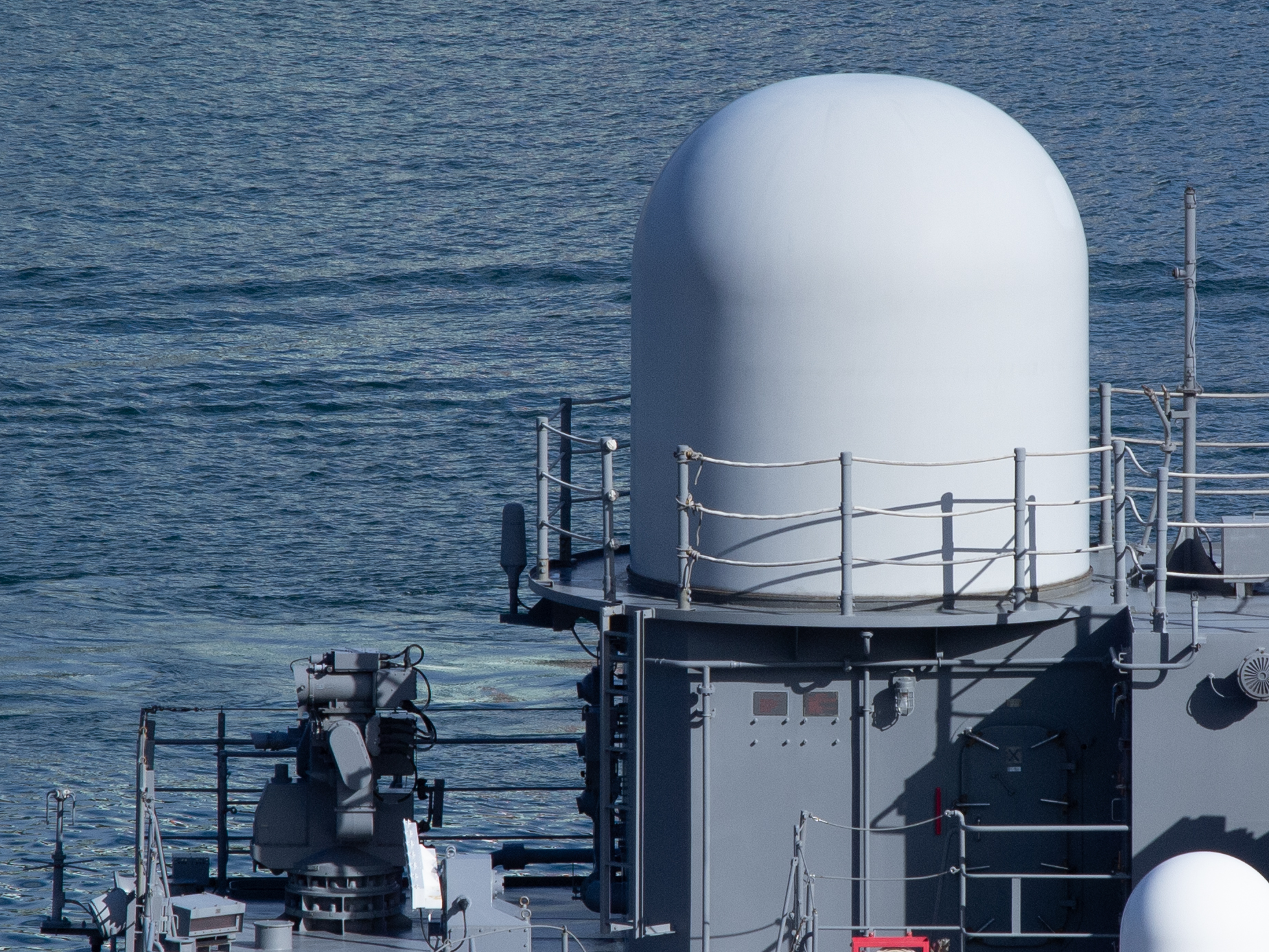
FCS-2-12

本型の対空戦システムは、基本的にはつゆき型のものがベースとされており、個艦防空上のブラインド・ゾーン発生防止の観点から、艦首甲板に62口径76mm単装速射砲（76mmコンパット砲）、艦尾甲板にシースパローIBPDMSの8連装ミサイル発射機を振り分けて配置するとともに、また近接防空用として高性能20mm機関砲（CIWS Mk.15 mod.2; ファランクス ブロック0）を上部構造物両舷に搭載している。
射撃指揮装置（FCS）は、前期型4隻（あさぎり、やまぎり、ゆうぎり、あまぎり）では、主砲用（GFCS）としてFCS-2-22A、IBPDMS用（MFCS）としてFCS-2-12Eが装備された。はつゆき型でGFCSとして搭載されたFCS-2-21Aは砲の管制専用だったのに対し、FCS-2-22Aではシースパロー短SAMの管制にも対応した。その後、後期型3隻（はまぎり、せとぎり、さわぎり）ではMFCSをFCS-2-12G、また最終艦（うみぎり）では更にGFCSをFCS-2-23に更新した。8連装ミサイル発射機は、せとゆきと同型のGMLS-3A型とされている。これはイタリア製のアルバトロス用発射機のライセンス生産・改良型であった。ミサイルは、当初はRIM-7Fが用いられていたが、後にRIM-7Mに更新された。

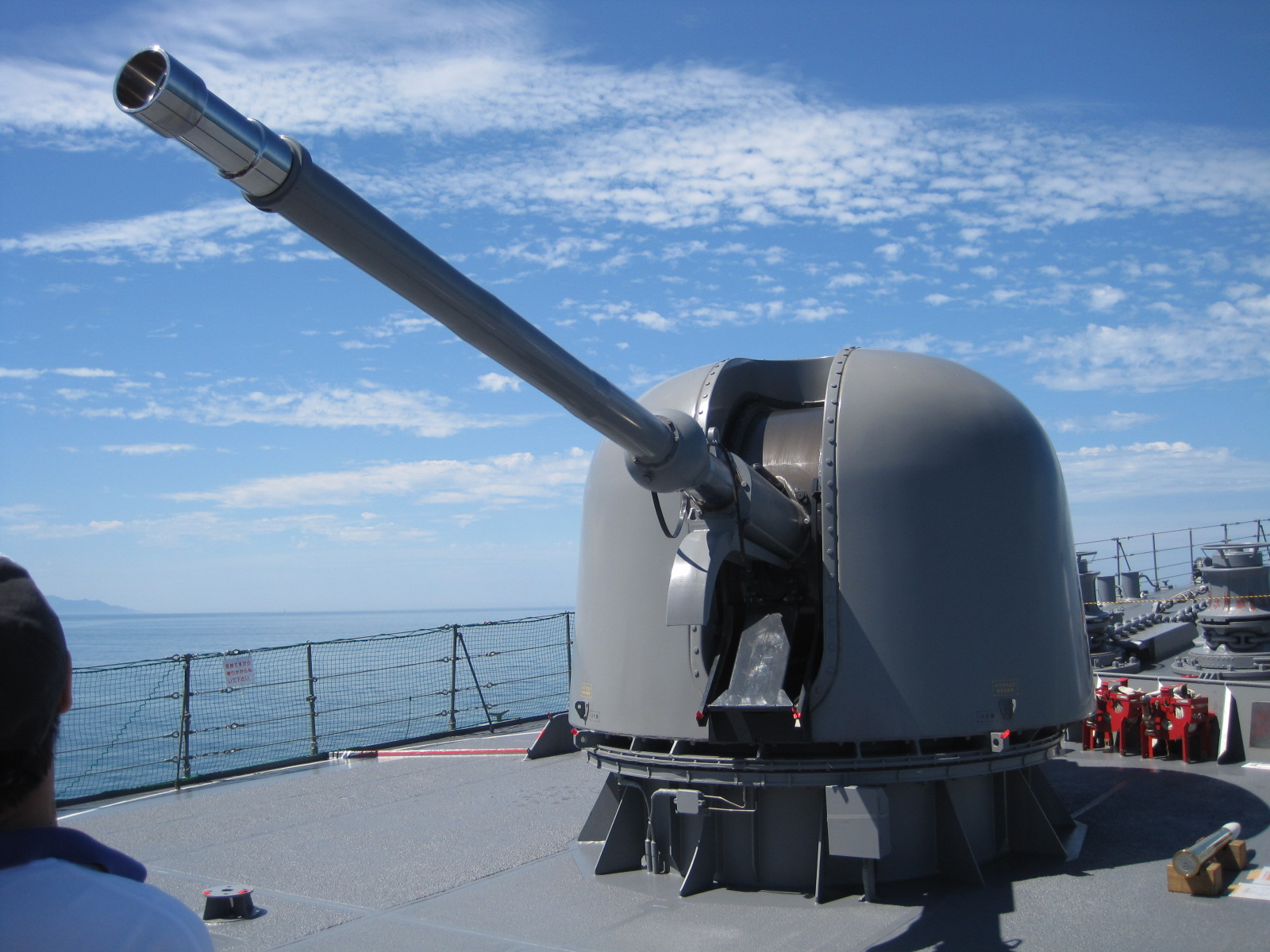
62口径76mm単装速射砲
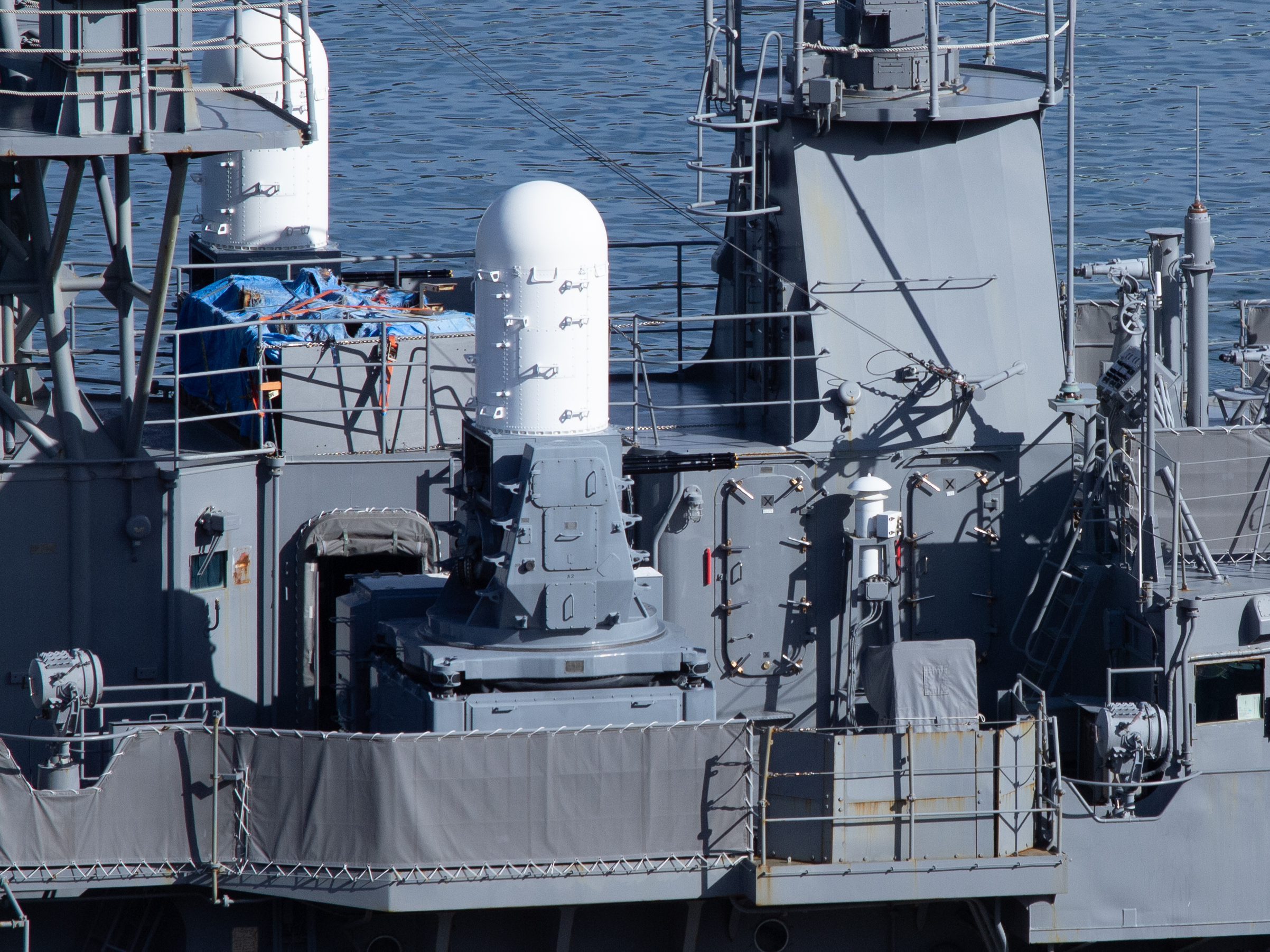
高性能20mm機関砲。その前方下には機関銃座がある。
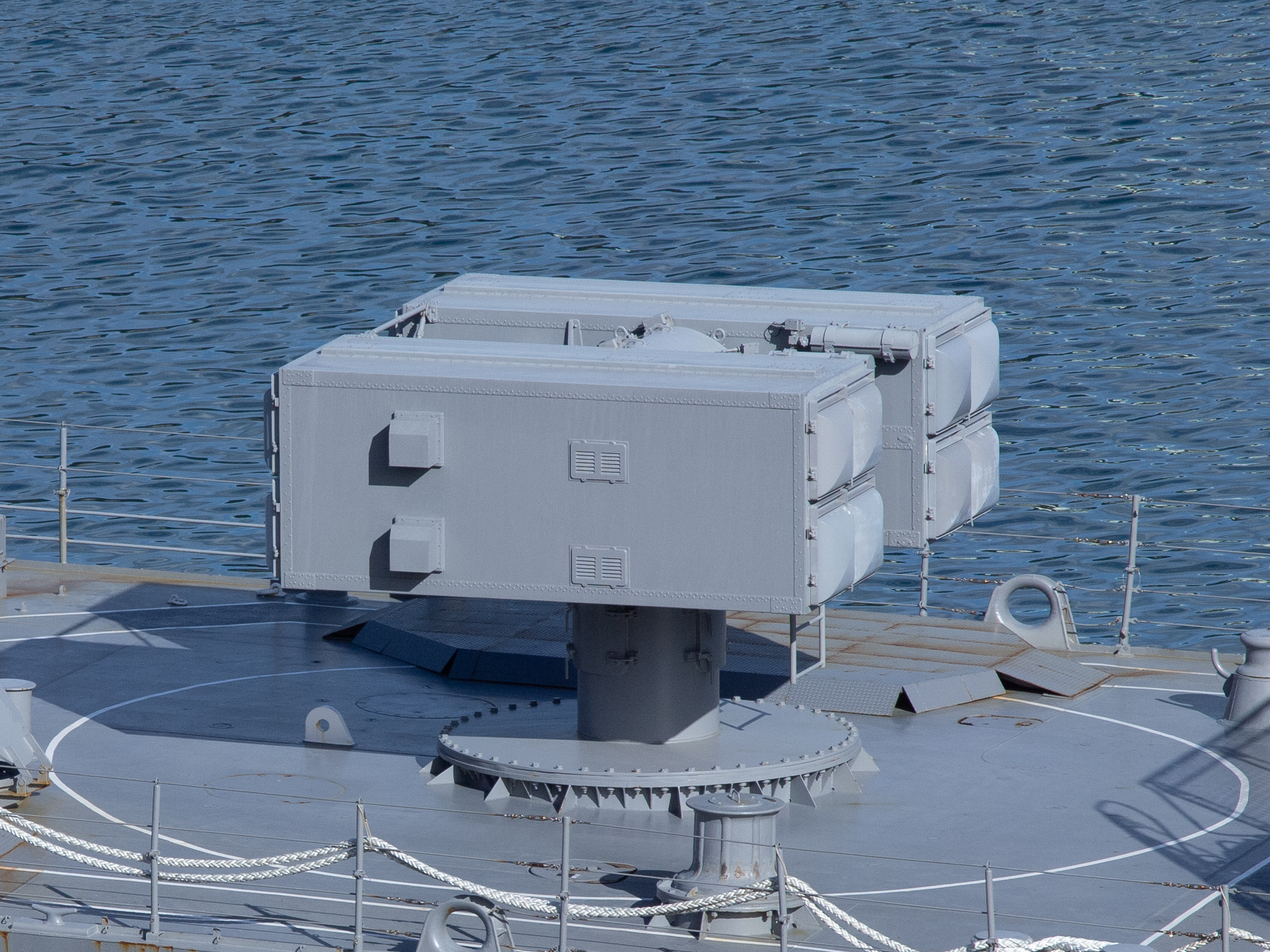
シースパローIBPDMS
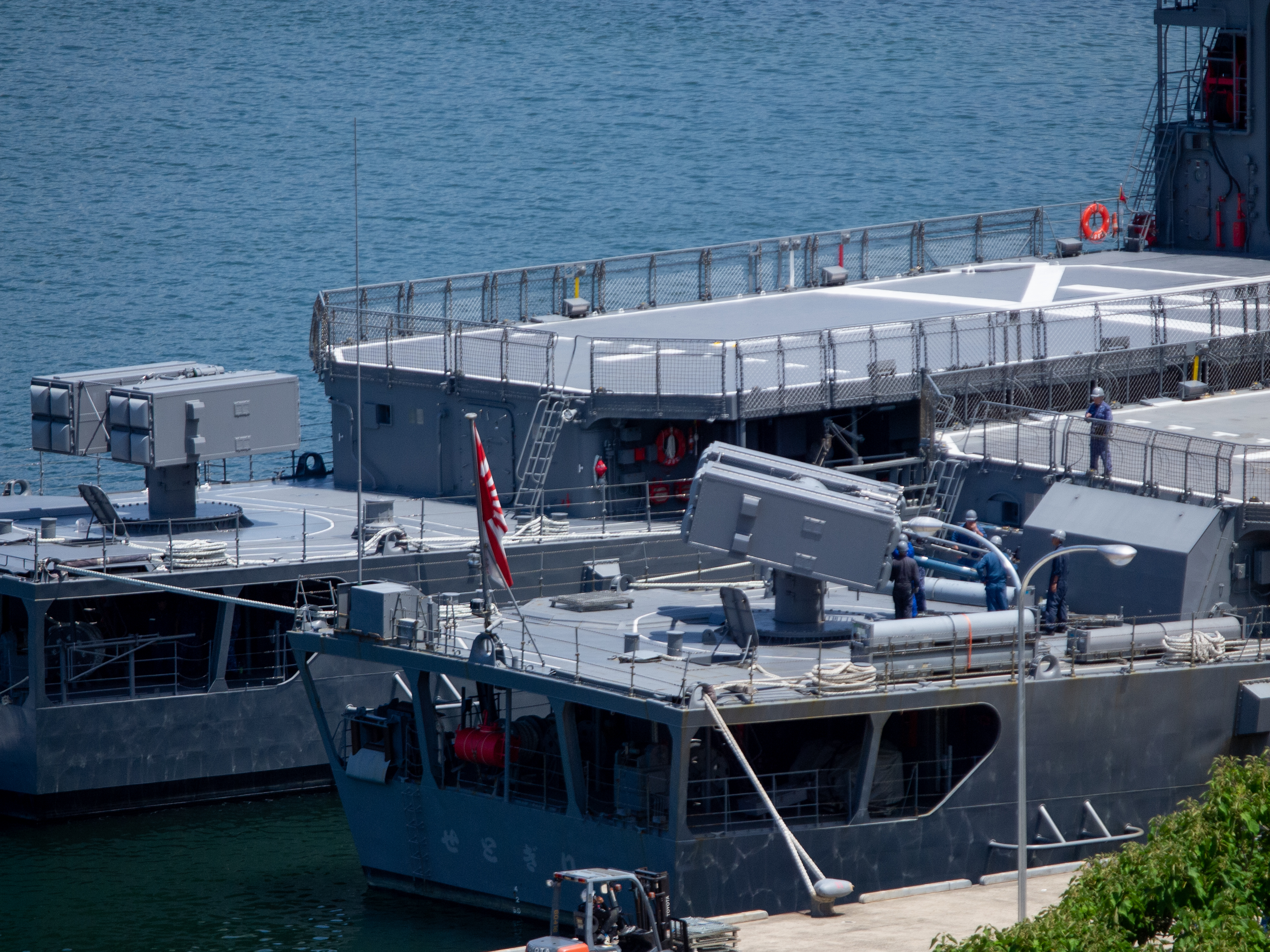
4番艦(あまぎり)から、短SAM弾薬庫からのミサイル自動装填装置が装備され、手前の「せとぎり」は自動装填装置を内側に備えた動力式の扉が備えられているのに対し、奥の「あさぎり」は従来型の単純な弾薬庫となっている。

### 対水上戦
対水上捜索用のレーダーとしては、52DDのOPS-18-1にかえてOPS-28が搭載された。これはしらね型（50DDH）で装備化された動揺修正機能付の機種であった。加えて、航海用レーダーとしてOPS-20も搭載した。
対水上打撃力としては、はつゆき型と同様にハープーン艦対艦ミサイル（SSM）が搭載された。はつゆき型では煙突両舷から前方にむけて発射する方式であったのに対し、本型では後部煙突直前から両舷にむけて発射する方式とされている。

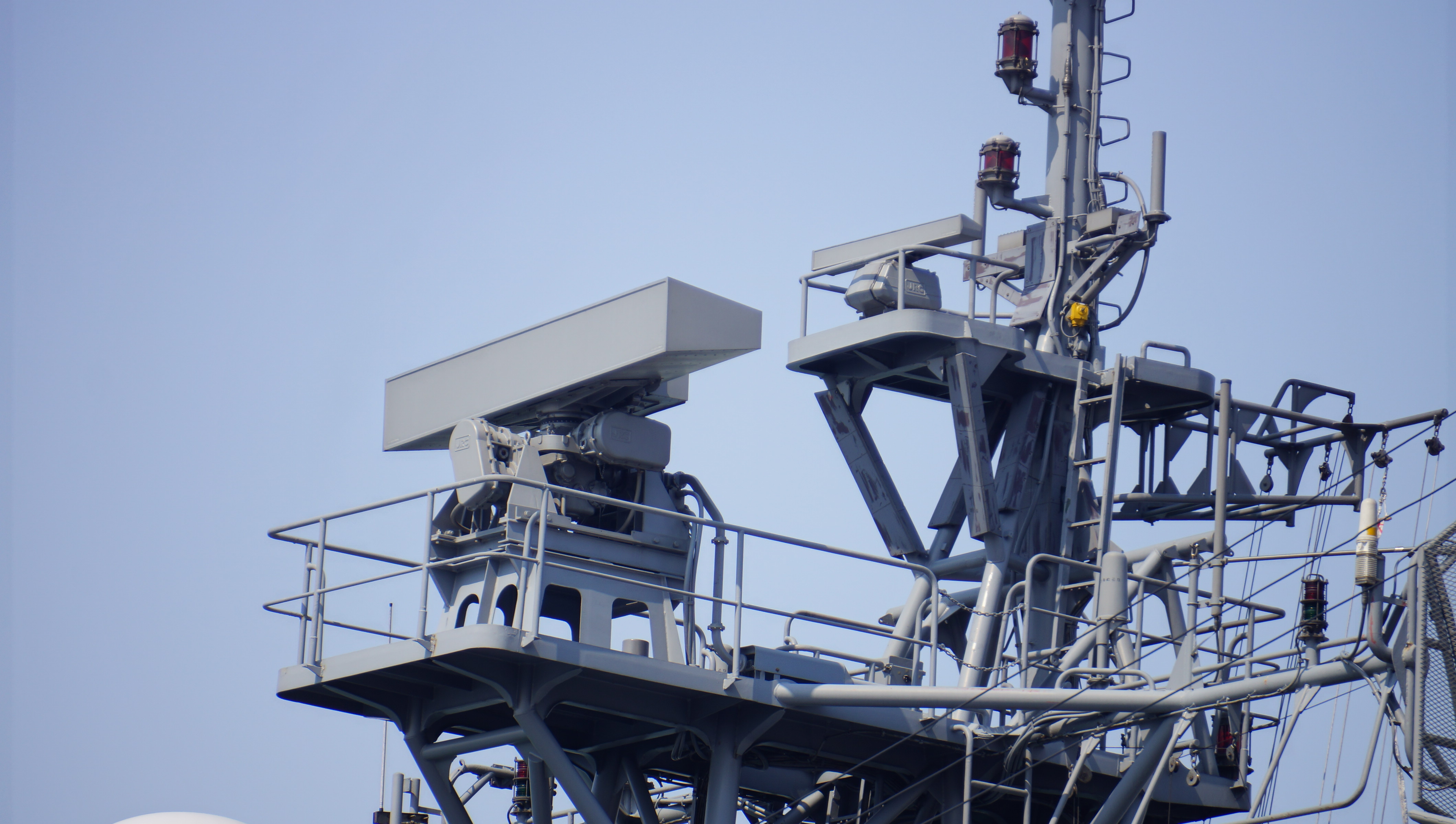
OPS-20（上段）OPS-28（下段）
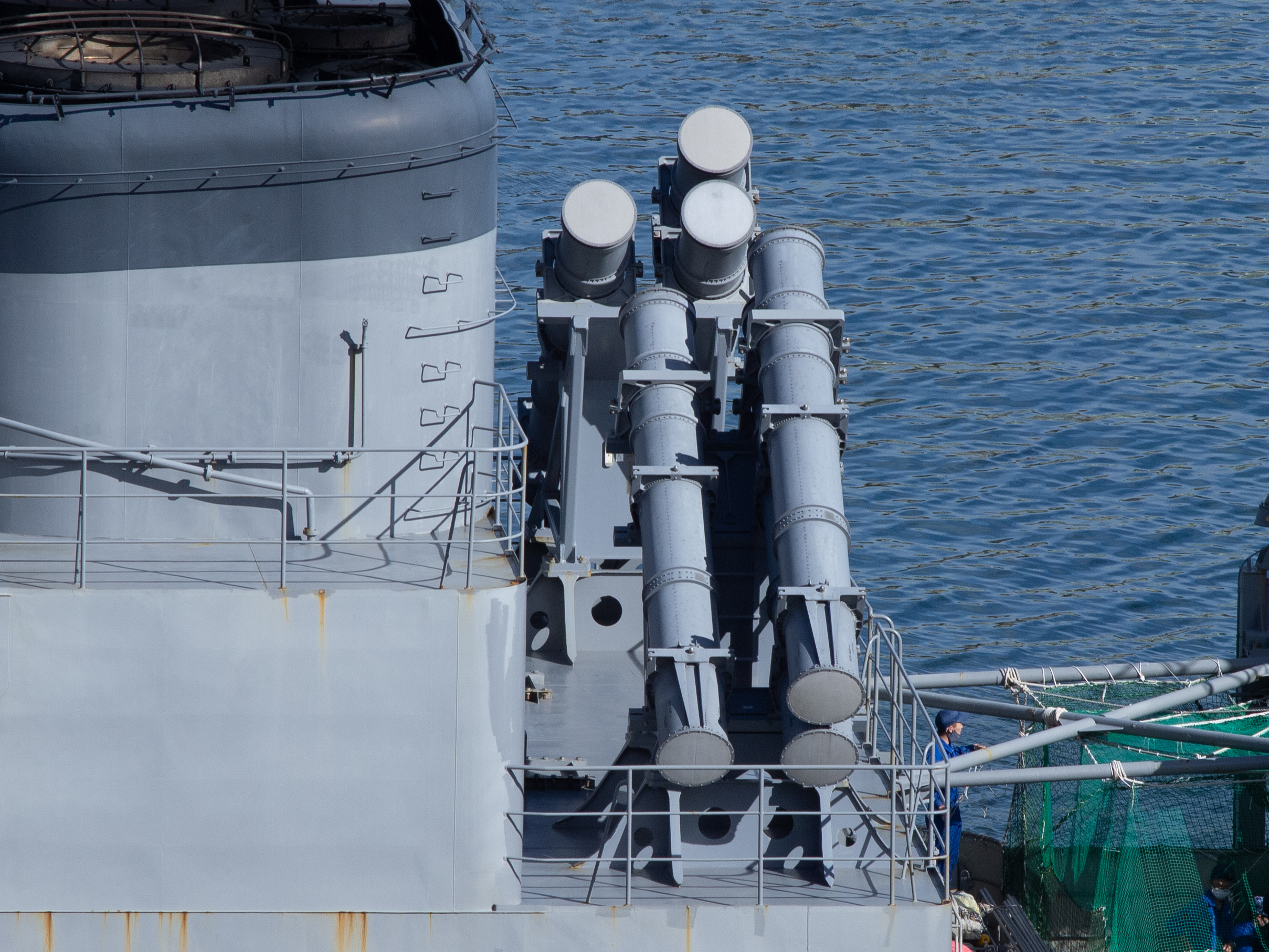
ハープーンSSM4連装発射筒

### 対潜戦
本型の対潜戦システムは、あらゆる面ではつゆき型のものの改良型となっており、艦の近くでは従来通りのアクティブ対潜戦、遠くでは国内開発の86式えい航式パッシブソーナーOQR-1（TACTASS）および哨戒ヘリコプター（HS）のソノブイによるパッシブ対潜戦を組み合わせて実施する計画とされた。
船体装備ソナーは、はつゆき型のOQS-4をもとに、ラバードームの採用や艦首形状の改正などの改良を加えたOQS-4A(II)とされた。またはつゆき型では、機関室の騒音からの隔離不十分や艦首波の影響など、装備位置の配慮不足のためにソナー性能の低下を招いた反省から、本型では装備位置を前方に移したこともあって、探知性能は大きく改善された。TASSの開発は大幅に遅延し、制式化は1986年となったが、建造工程に余裕があったことから、5番艦（はまぎり）から装備化が実現した。ただしはつゆき型と同様、後甲板におけるTASSの投入・揚収作業は危険を伴い、特に夜間・荒天時の作業は安全確保上特別の配慮が必要であった。また上記の通り、最終艦（うみぎり）ではさらにOYQ-101対潜情報処理装置（ASWDS）がOQR-1とインターフェースをとった上で初度装備され、これらはその他の艦にも順次にバックフィットされた。なお、TASSが後日装備されるまでは、哨戒ヘリコプターのソノブイが唯一のパッシブ戦センサとして用いられたが、その情報を受信・処理するソノブイ信号処理装置（SDPS）としては、しらね型（50DDH）と同じOQA-201が搭載された。ただし最終艦（うみぎり）ではSDPSもASWDSに連接されていたのに対し、ASWDSを後日装備した艦では、これらは連接されなかった。
艦近傍でのアクティブ対潜戦のための対潜兵器は、はつゆき型を踏襲しており、艦橋構造物直前にアスロック対潜ミサイルの8連装発射機（74式アスロックランチャー）を、艦中部両舷に324mm3連装短魚雷発射管（水上発射管HOS-301(D)）を設置した。これらを指揮する水中攻撃指揮装置としては、CDSとのインターフェース機能を追加したSFCS-6Cが搭載された。
また魚雷対策用の曳航式デコイとしては、はつゆき型ではアメリカのファンフェア（T Mk.6）を国産化した曳航具3型が搭載されていたのに対し、本型では、ファンフェアの後継としてやはりアメリカで開発されたAN/SLQ-25ニクシーが装備された。

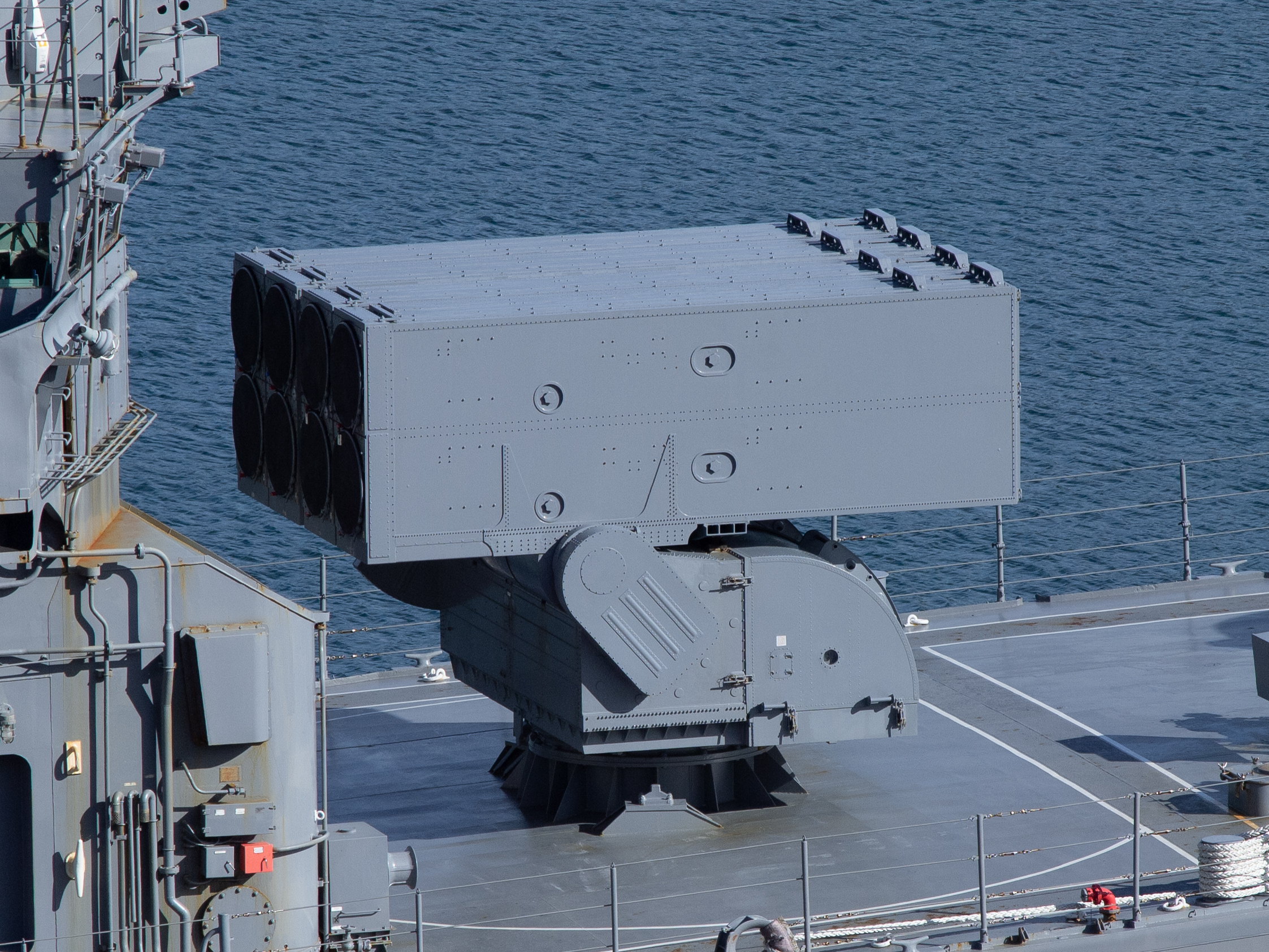
アスロック8連装発射機
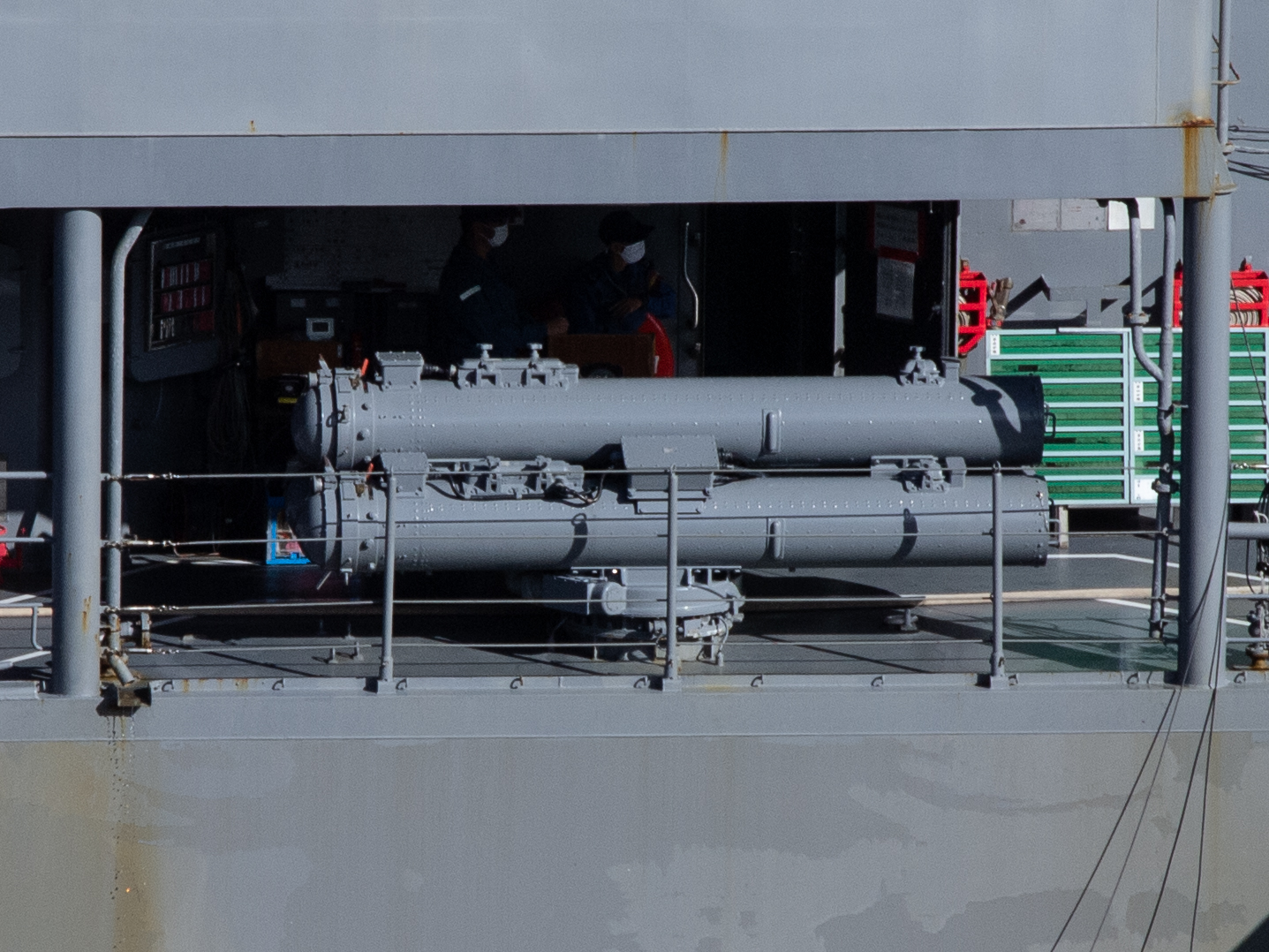
324mm3連装短魚雷発射管

### 電子戦

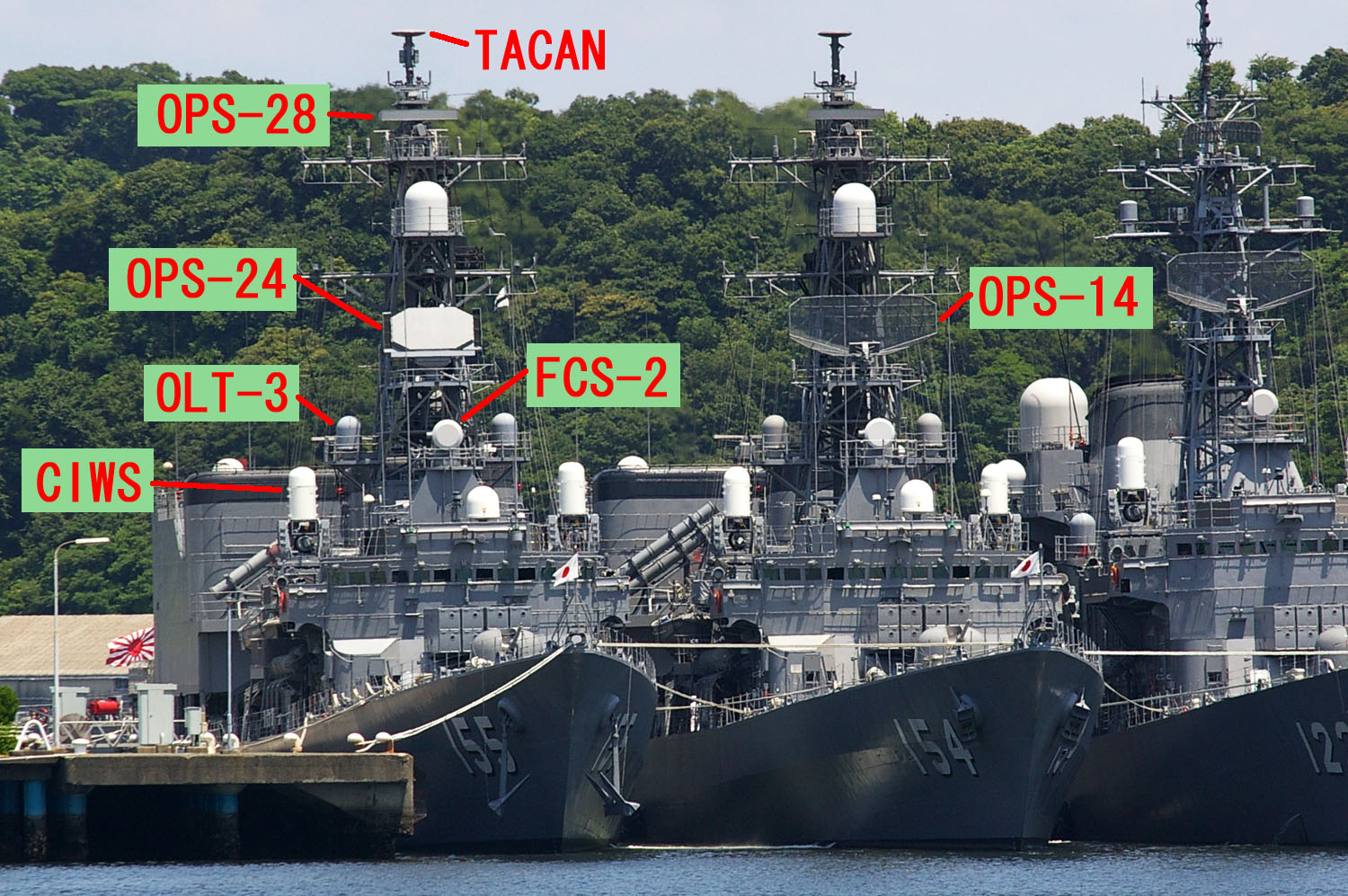
「はまぎり」（後期型）と「あまぎり」（前期型）の比較

電波探知装置（ESM）としては、前期型4隻（あさぎり、やまぎり、ゆうぎり、あまぎり）でははつゆき型と同じNOLR-6を搭載した。その後、5番艦（はまぎり）において、新型のNOLR-8が装備化され、後期型はこれを備えた。同装置は従来の電波探知装置とはまったく別系列で、対艦ミサイル防御（ASMD）を重視した機種である。
通信波帯ESM機能を削除する一方で、ミサイル・シーカー波の瞬時探知・全方位同時捜索など、技術研究本部が試作していた水上艦用電波探知妨害装置（水電妨）の成果をバックフィットして開発されたものであった。
その後、前期型4隻にもバックフィットされ、また後期型4隻（はまぎり、せとぎり、さわぎり、うみぎり）ではOLT-3電波妨害装置と連接された。

### 航空機

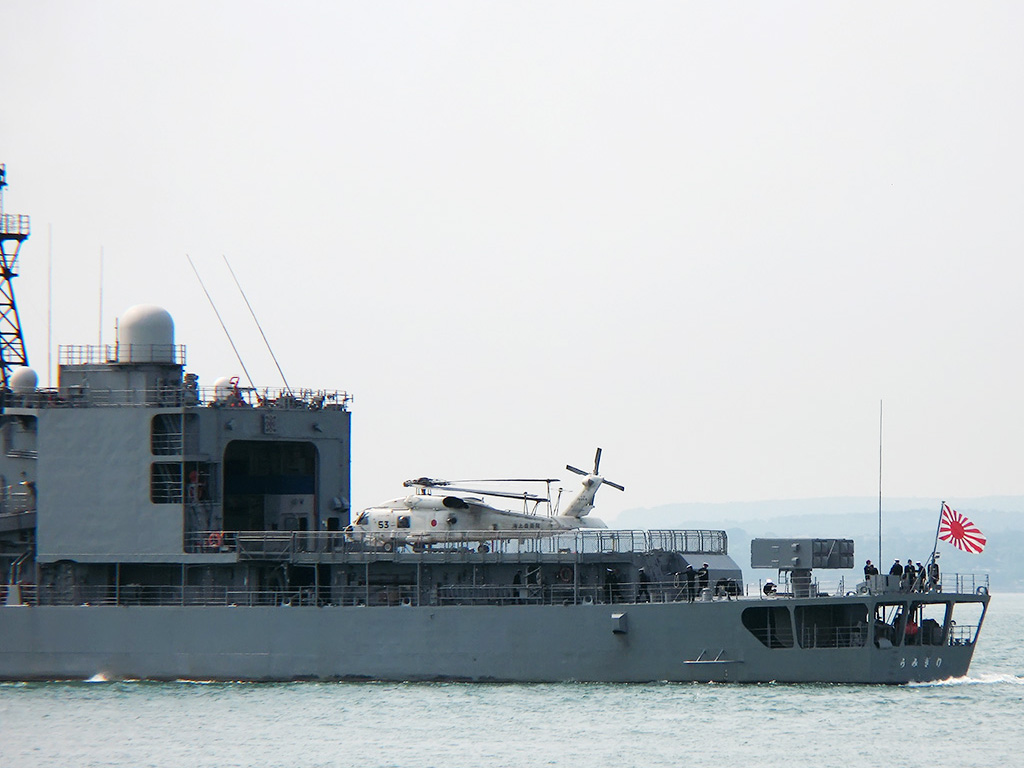
「うみぎり」のヘリ甲板に駐機するSH-60J

8艦8機体制をとる護衛隊群のワークホースとして考えたとき、本型のもっとも重要な装備と言えるのが、搭載する哨戒ヘリコプターである。本型では、初めて当初よりSH-60Jの搭載を想定した設計がなされており、その機上のヘリコプター戦術情報処理装置（HCDS）とのデータ・リンクのため、ORQ-1ヘリコプター・データリンクを搭載する。また発着艦支援装置も、従来のベアトラップをもとに、SH-60Jの最低地上高にあわせた薄型のシャトルを用いたRAST-Jに変更されている。また、SH-60Jの減勢に伴い、SH-60Kも搭載されるようになった。
上記のとおり、通常の搭載機のほか、緊急時にはさらにもう1機を収容できるよう、格納庫も拡張されている。ただしヘリコプター着艦拘束・移送装置は1基しか装備していないため、SH-60Jを用いて行われた2機格納検証作業の際には、途中で危険な状態に陥って作業中止となっており、実際に2機搭載が行われることはなかった。

## 比較表
|          |            | あさひ型                                           | あきづき型                                         | たかなみ型                                         | むらさめ型                                        | あさぎり型                                        | はつゆき型                                        |
| -------- | ---------- | -------------------------------------------------- | -------------------------------------------------- | -------------------------------------------------- | ------------------------------------------------- | ------------------------------------------------- | ------------------------------------------------- |
| 世代     | 世代       | 第2世代                                            | 第2世代                                            | 第2世代                                            | 第2世代                                           | 第1世代                                           | 第1世代                                           |
| 船体     | 基準排水量 | 5,100 t                                            | 5,050 t                                            | 4,650 t                                            | 4,550 t                                           | 3,500 t                                           | 2,950 t                                           |
| 船体     | 満載排水量 | 6,800 t                                            | 6,800 t                                            | 6,300 t                                            | 6,100 t                                           | 4,900 t                                           | 4,000 t                                           |
| 船体     | 全長       | 151 m                                              | 150.5 m                                            | 151 m                                              | 151 m                                             | 137 m                                             | 130 m                                             |
| 船体     | 全幅       | 18.3 m                                             | 18.3 m                                             | 17.4 m                                             | 17.4 m                                            | 14.6 m                                            | 13.6 m                                            |
| 機関     | 方式       | COGLAG                                             | COGAG                                              | COGAG                                              | COGAG                                             | COGAG                                             | COGOG                                             |
| 機関     | 出力       | 62,500 ps                                          | 64,000 ps                                          | 60,000 ps                                          | 60,000 ps                                         | 54,000 ps                                         | 45,000 ps                                         |
| 機関     | 速力       | 30 kt                                              | 30 kt                                              | 30 kt                                              | 30 kt                                             | 30 kt                                             | 30 kt                                             |
| 兵装     | 砲熕       | 62口径5インチ砲×1基                                | 62口径5インチ砲×1基                                | 54口径127mm砲×1基                                  | 62口径76mm砲×1基                                  | 62口径76mm砲×1基                                  | 62口径76mm砲×1基                                  |
| 兵装     | 砲熕       | 高性能20mm機関砲×2基                               |                                                    |                                                    |                                                   |                                                   |                                                   |
| 兵装     | ミサイル   | Mk.41 VLS×32セル (ESSM / シースパロー, 07式 / VLA) | Mk.41 VLS×32セル (ESSM / シースパロー, 07式 / VLA) | Mk.41 VLS×32セル (ESSM / シースパロー, 07式 / VLA) | Mk.48 VLS×16セル (ESSM)                           | GMLS-3 / Mk.29 8連装発射機×1基 (シースパロー)     | GMLS-3 / Mk.29 8連装発射機×1基 (シースパロー)     |
| 兵装     | ミサイル   | Mk.41 VLS×32セル (ESSM / シースパロー, 07式 / VLA) | Mk.41 VLS×32セル (ESSM / シースパロー, 07式 / VLA) | Mk.41 VLS×32セル (ESSM / シースパロー, 07式 / VLA) | Mk.41 VLS×16セル (VLA)                            | 74式8連装発射機×1基 (アスロック)                  | 74式8連装発射機×1基 (アスロック)                  |
| 兵装     | ミサイル   | 90式4連装発射筒×2基                                | 90式4連装発射筒×2基                                | 90式4連装発射筒×2基                                | 90式4連装発射筒×2基                               | ハープーン4連装発射筒×2基                         | ハープーン4連装発射筒×2基                         |
| 兵装     | 水雷       | 3連装短魚雷発射管×2基 (12式 / 97式 / Mk46 / 73式)  | 3連装短魚雷発射管×2基 (12式 / 97式 / Mk46 / 73式)  | 3連装短魚雷発射管×2基 (12式 / 97式 / Mk46 / 73式)  | 3連装短魚雷発射管×2基 (12式 / 97式 / Mk46 / 73式) | 3連装短魚雷発射管×2基 (12式 / 97式 / Mk46 / 73式) | 3連装短魚雷発射管×2基 (12式 / 97式 / Mk46 / 73式) |
| 艦載機   | 艦載機     | SH-60K×1機                                         | SH-60J / K×1機                                     | SH-60J / K×1機                                     | SH-60J / K×1機                                    | SH-60J / K / HSS-2B×1機                           | SH-60J / HSS-2B×1機                               |
| 同型艦数 | 同型艦数   | 2隻                                                | 4隻                                                | 5隻                                                | 9隻                                               | 8隻                                               | 12隻（退役）                                      |

## 同型艦

### 一覧表
| 艦番号               | 艦名     | 建造                          | 起工                         | 進水                         | 竣工                        | 練習艦への 艦種変更                                                | 護衛艦への 艦種変更         | 所属                              |
| -------------------- | -------- | ----------------------------- | ---------------------------- | ---------------------------- | --------------------------- | ------------------------------------------------------------------ | --------------------------- | --------------------------------- |
| 現:DD-151 旧:TV-3516 | あさぎり | 石川島播磨重工業 東京第1工場  | 1985年 （昭和60年） 2月13日  | 1986年 （昭和61年） 9月19日  | 1988年 （昭和63年） 3月17日 | 2005年 （平成17年） 2月16日                                        | 2012年 （平成24年） 3月14日 | 護衛艦隊第14護衛隊 （舞鶴基地）   |
| 現:TV-3515 旧:DD-152 | やまぎり | 三井造船 玉野事業所           | 1986年 （昭和61年） 2月5日   | 1987年 （昭和62年） 10月8日  | 1989年 （平成元年） 1月25日 | 2004年 （平成16年） 3月18日 ※再種別変更 2025年 （令和7年） 3月17日 | 2011年 （平成23年） 3月16日 | 練習艦隊第1練習隊 （呉基地）      |
| DD-153               | ゆうぎり | 住友重機械 追浜造船所浦賀工場 | 1986年 （昭和61年） 2月25日  | 1987年 （昭和62年） 9月21日  | 1989年 （平成元年） 2月28日 |                                                                    |                             | 護衛艦隊第11護衛隊 （横須賀基地） |
| DD-154               | あまぎり | 石川島播磨重工業 東京第1工場  | 1986年 （昭和61年） 3月3日   | 1987年 （昭和62年） 9月9日   | 1989年 （平成元年） 3月17日 |                                                                    |                             | 護衛艦隊第11護衛隊 （横須賀基地） |
| DD-155               | はまぎり | 日立造船 舞鶴工場             | 1987年 （昭和62年） 1月20日  | 1988年 （昭和63年） 6月4日   | 1990年 （平成2年） 1月31日  |                                                                    |                             | 護衛艦隊第15護衛隊 （大湊基地）   |
| DD-156               | せとぎり | 住友重機械 追浜造船所浦賀工場 | 1987年 （昭和62年） 3月9日   | 1988年 （昭和63年） 9月12日  | 1990年 （平成2年） 2月14日  |                                                                    |                             | 護衛艦隊第14護衛隊 （舞鶴基地）   |
| DD-157               | さわぎり | 三菱重工業 長崎造船所         | 1987年 （昭和62年） 1月14日  | 1988年 （昭和63年） 11月25日 | 1990年 （平成2年） 3月16日  |                                                                    |                             | 護衛艦隊第13護衛隊 （佐世保基地） |
| DD-158               | うみぎり | 石川島播磨重工業 東京第1工場  | 1988年 （昭和63年） 10月31日 | 1989年 （平成元年） 11月9日  | 1991年 （平成3年） 3月12日  |                                                                    |                             | 護衛艦隊第12護衛隊 （呉基地）     |

### 運用史

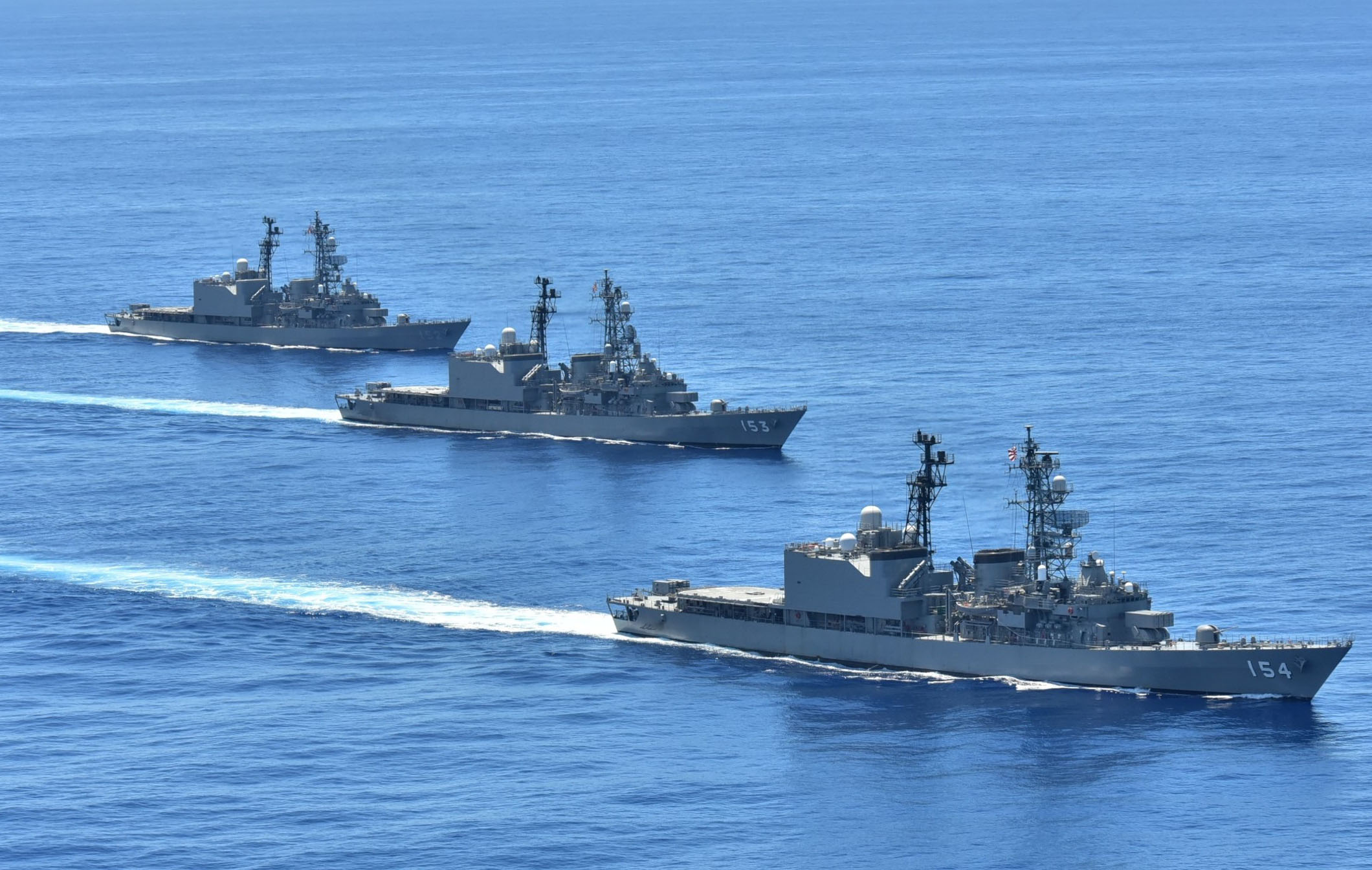
陣形航行。手前から「あまぎり」、「ゆうぎり」、「やまぎり」。「やまぎり」は低視認性塗装に塗装変更されている。

長らく護衛艦隊の編成においては、4つの護衛隊群に20隻のDDが配属されているが、護衛隊群にむらさめ型（03〜09DD）とたかなみ型（10〜13DD）が就役するに従い、あさぎり型の初期の2隻「やまぎり」と「あさぎり」は相次いで練習艦に種別変更された。しかしその後、2011年3月16日に「やまぎり」が、2012年3月14日には「あさぎり」が護衛艦に種別変更され、それぞれ護衛艦隊直轄護衛隊（2桁護衛隊）に護衛艦として復帰した。
2012年以降、護衛隊群にあきづき型（19〜21DD）、あさひ型（25・26DD）が就役したのに伴い、護衛隊群所属のあさぎり型はすべて2桁護衛隊に転換された。
平成23年度から28年度予算までに、あさぎり型の艦齢延伸のための8隻分の改修予算と、のべ17隻分の先行的部品調達予算が計上され、順次、艦齢延伸改修工事が実施された。これによって施された艦齢延伸措置により、運用期間は当初予定より5～10年程度延伸されている。
2020年から各艦順次、低視認性塗装（ロービジビリティー Low-visibility 略してロービジとも）への塗装変更が進んでいる。その内容としては、煙突頂部の汚れを目立たなくするための黒帯の廃止、艦番号及び艦名の灰色化かつ無影化、飛行甲板上の対空表示（航空機に対し艦番号下2桁を表示するための塗装）の消去である。
2022年12月に制定された防衛力整備計画で、2027年度までに数隻（1～2隻）を除籍することが発表された。
2025年3月、練習艦「はたかぜ」の除籍にともない「やまぎり」が再度、練習艦に種別変更。「やまぎり」は護衛艦と練習艦を交互に2度づつ務める稀有な艦歴となった。

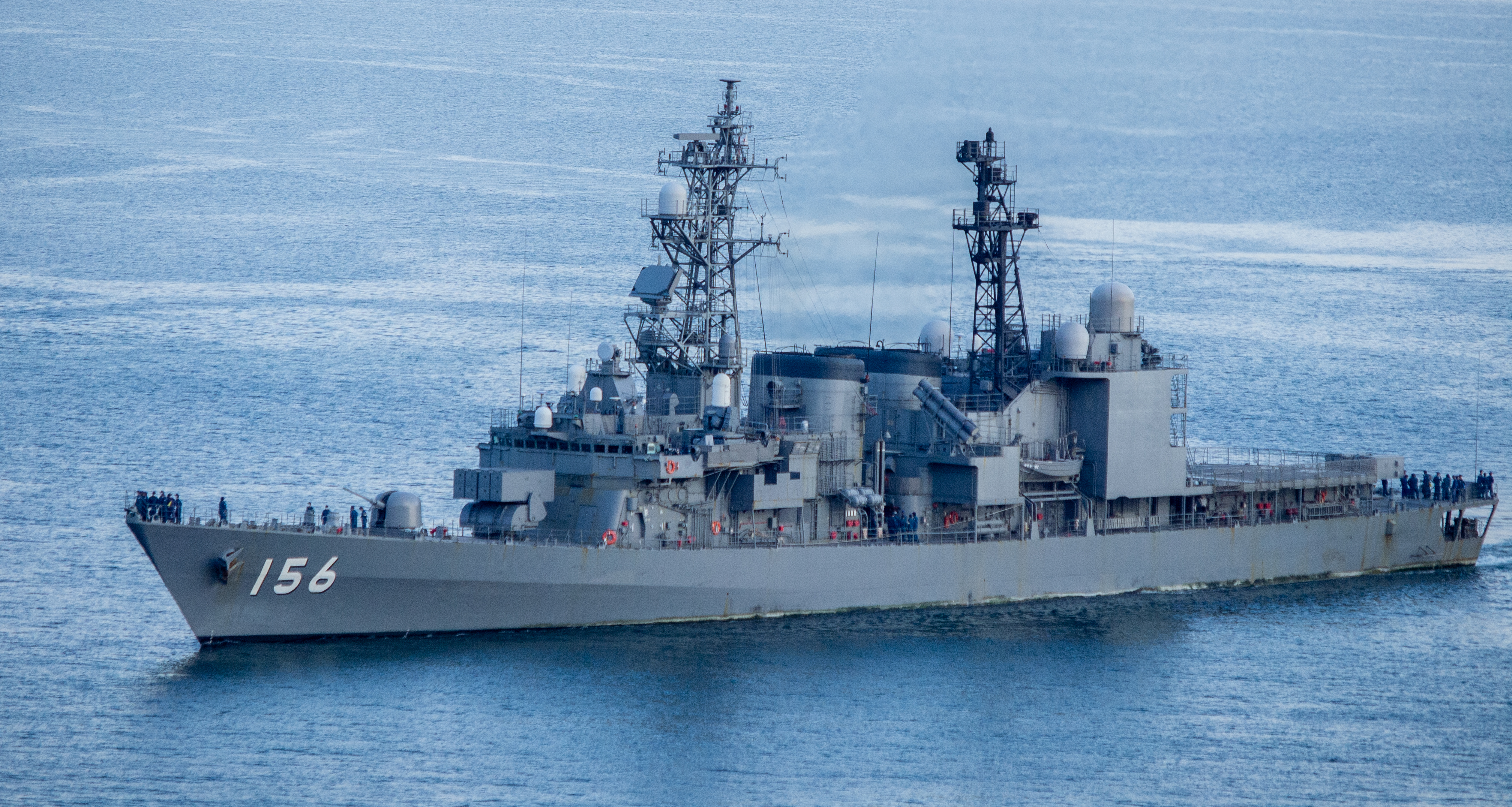
従来塗装の「せとぎり」
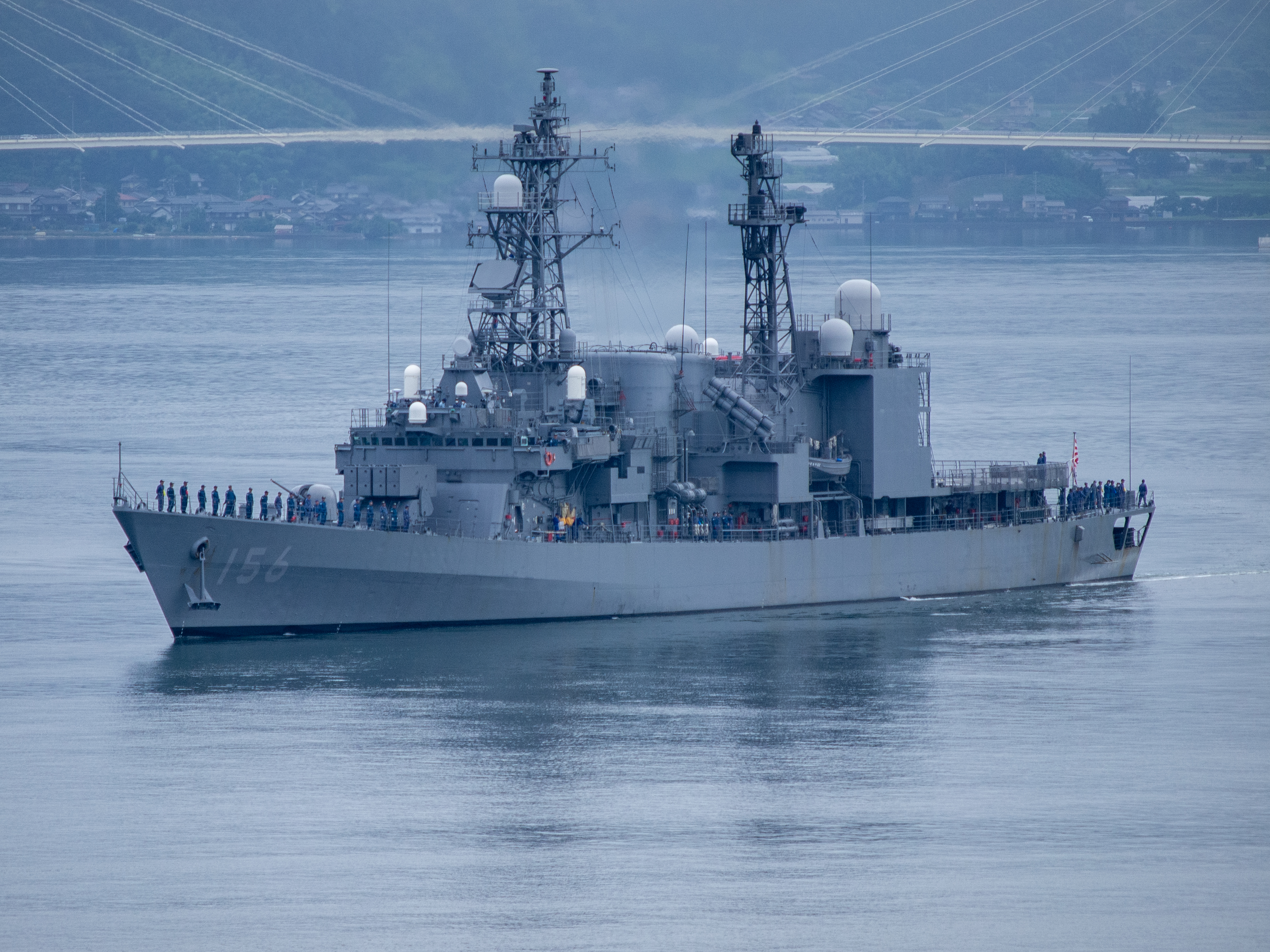
低視認性塗装とされた「せとぎり」

## 登場作品

### 映画
『ガメラ2 レギオン襲来』
「うみぎり」が登場。三陸沖に落下した隕石の調査をしていたところ、本艦と艦載機のSH-60Jがガメラを発見する。
『ゴジラ×メカゴジラ』
「うみぎり」が登場。冒頭にて、千葉県館山市の港に停泊している。
『シン・ウルトラマン』
「ゆうぎり」が登場。にせウルトラマンの襲撃を受ける横須賀基地に停泊している。

### アニメ・漫画
『空母いぶき』
「ゆうぎり」「せとぎり」「あまぎり」が登場。
「ゆうぎり」と「せとぎり」は航空機搭載型護衛艦「いぶき」を旗艦とする第5護衛隊群に所属していたが、尖閣諸島攻略時、あたご型護衛艦「あたご」を狙った中国潜水艦「遠征103」の雷撃に対し「せとぎり」が盾となり被雷して左舷に大ダメージを負い、航行不能となって戦線離脱する。その代替艦として「あまぎり」が第5護衛隊群に編入される。「ゆうぎり」は中国戦闘機との戦闘で、空対空ミサイルを受け13名の死傷者を出した。
『最臭兵器』
東京に向かう主人公を海上から攻撃する。
『ジオブリーダーズ』
『ソリトンの悪魔』
『大怪獣激闘 ガメラ対バルゴン COMIC VERSION』
第1護衛隊所属艦として「はまぎり」が登場。三浦半島に出現したバルゴンに対して、同じく第1護衛隊に所属する他艦とともに艦砲射撃を行う。
『沈黙の艦隊』
OVA版に「あさぎり」、漫画第8巻に「ゆうぎり」が登場。
『マーズ』
ソノラマ文庫版に「あまぎり」が登場。しらね型護衛艦「しらね」とともに、こんごう型護衛艦「こんごう」を護衛する。

### 小説
『Twelve Y. O.』
「あさぎり」が登場。「DAIS」にCICを接収され、実質的な指揮下に置かれる。
『護衛艦あおぎり艦長　早乙女碧』
架空艦としてDD159「あおぎり」が登場。一般大学教育学部卒の女性2等海佐が170名を指揮する新艦長に抜擢される。
『試練 ―護衛艦あおぎり艦長　早乙女碧―』
シリーズの第2弾 前作でDD159「あおぎり」の艦長として赴任した主人公が、直後に発生したさまざまな非常事態に決断を迫られる。
『新編 日本中国戦争』
「あまぎり」が登場。沖縄海戦で「あまぎり」が中国海軍の艦対艦ミサイルに被弾して大破・沈没する。
『大逆転!ミッドウェー海戦』
「あさぎり」が登場。「環太平洋合同演習」（リムパック）へ参加するためにミッドウェー島沖を航行中、アメリカのタイムトラベル実験に巻き込まれ、同じくリムパック演習に参加することになっていた護衛艦7隻の内の3隻とともに、ミッドウェー海戦勃発直前の同沖にタイムスリップしてしまう。
『日本北朝鮮戦争 竹島沖大空海戦』
調査船「うずしお」護衛艦隊構成艦として「さわぎり」が登場。北朝鮮海軍の潜水艦に対してアスロックを発射する。
『日本国召喚』
「あまぎり」が登場。エストシラント沖大海戦に第2護衛隊群の一隻として参加し、僚艦とともに敵戦列艦を主砲で攻撃する。
『緋弾のアリア』
第23巻に架空艦「はるぎり」が登場。定例の対テロ訓練中、伊藤マキリによってシージャックされてしまう。作中では、特殊兵装としてNDDと呼ばれる中性子爆弾搭載魚雷を装備している。
『中国軍壊滅大作戦』
「ゆうぎり」「あまぎり」「うみぎり」が登場。統一朝鮮海軍の214型潜水艦が攻撃を加えるコンテナ船団の護衛をしている。